# Adolf Eichmann
Zasugerowano, aby wydzielić z tego artykułu fragmenty do artykułu Endlösung.  (dyskusja)
Treść tego artykułu od 2014-06 może nie być zgodna z zasadami neutralnego punktu widzenia,
ponieważ występują liczne nieuprawnione interpretacje. Większą część tekstu można wydzielić do artykułu o operacjach antysemickich, z biogramu zrobiono esej o Holokauście.
Dokładniejsze informacje o tym, co należy poprawić, być może znajdują się w dyskusji tego artykułu.
 Po wyeliminowaniu niedoskonałości należy usunąć szablon {{Dopracować}} z tego artykułu.
Adolf Otto Eichmann (ur. 19 marca 1906 w Solingen, zm. 1 czerwca 1962 w Ramli) – niemiecko-austriacki funkcjonariusz nazistowski, zbrodniarz wojenny, skazany za ludobójstwo. Główny koordynator i wykonawca planu ostatecznego rozwiązania kwestii żydowskiej. Członek organizacji uznanych po wojnie za przestępcze: Schutzstaffel, Sicherheitsdienst i Gestapo. W 1960 roku schwytany w Argentynie przez Mosad, następnie przetransportowany do Izraela, gdzie został skazany na karę śmierci.

## Dzieciństwo, rodzina i młodość
Urodził się w rodzinie kalwińskiej, należała ona do niewielkiej protestanckiej mniejszości w katolickiej Austrii. Syn Adolfa Karla Eichmanna oraz Marii z domu Schefferling. Miał szczęśliwe i dostatnie dzieciństwo. W 1914 rodzina Eichmannów przeprowadziła się do Linzu w Austrii. Eichmannowie należeli do klasy średniej i byli powszechnie szanowani. Jako dziecko Adolf miał przyjaciół ze sfery burżuazji, a także i Żydów. W domu nie mówiono o polityce. Do znajomych ojca Adolfa należeli: Hugo Kaltenbrunner, ojciec Ernsta Kaltenbrunnera i Andreas Bolek – weteran I wojny światowej. W podzięce za pomoc, jaka została udzielona Bolkowi ze strony rodziny Adolfa, Bolek wspierał rodzinę Eichmannów w latach wielkiego kryzysu.
Matka Eichmanna urodziła pięcioro dzieci, zmarła w wieku 32 lat. Druga żona ojca Adolfa, Maria Zawrzel, zaliczała się do osób bardzo religijnych. Czytanie Biblii w domu było na porządku dziennym. W domu panował porządek i dyscyplina. Eichmann nie wspominał zbyt ciepło swej macochy oraz rodzeństwa przyrodniego.
Maria Zawrzel była spowinowacona z Żydami. W 1943 Eichmann umożliwił córce swojego kuzyna ze strony macochy (zgodnie z ustawami norymberskimi: pół-Żydówce) wyjazd z III Rzeszy do Szwajcarii. W kraju czekałaby ją eksterminacja, którą Adolf Eichmann nadzorował.
W szkole podstawowej i średniej nie należał do prymusów. Nauczycielem historii Eichmanna był dr Leopold Pötsch, którego uczniem w innym czasie był także Adolf Hitler.

## Pierwsze kroki w polityce (do 1933)
| data          | stopień uzyskany       |
| ------------- | ---------------------- |
| kwiecień 1932 | SS-Mann                |
| listopad 1933 | SS-Rottenführer        |
| grudzień 1933 | SS-Unterscharführer    |
| maj 1934      | SS-Scharführer         |
| wrzesień 1935 | SS-Oberscharführer     |
| styczeń 1937  | SS-Untersturmführer    |
| lipiec 1938   | SS-Obersturmführer     |
| styczeń 1939  | SS-Hauptsturmführer    |
| sierpień 1940 | SS-Sturmbannführer     |
| listopad 1941 | SS-Obersturmbannführer |

W młodości należał do austriackiego skautingu – Wandervogel, które składało się głównie z prawicowych działaczy i aktywistów paramilitarnych. Za namową swego kolegi-arystokraty wstąpił w 1927 do nacjonalistycznej organizacji Frontkämpfervereinigung Deutsch-Österreichs (Związek Bojowników Frontowych Niemieckiej Austrii) pod przywództwem pułkownika Hermanna von Hiltla. Organizacja ta była skrajnie antysemicka. Tam młody adept nazizmu nauczył się strzelać i maszerować. Wraz z kolegami wyrażali publicznie swe zdanie na temat Żydów, bolszewików i marksistów.
Za namową ojca Adolf próbował studiować inżynierię (elektrotechnika i budowa maszyn), lecz nie ukończył studiów ze względu na brak postępów w nauce. Początkowo pracował w firmie swojego ojca (1925−1927) w miejscu zamieszkania – Linzu. Od 1927 był przedstawicielem handlowym, a później zaopatrzeniowcem. Zajmował się dostawami paliwa do stacji benzynowych. Umiejętność organizacji transportu wykorzystał później w swej działalności. Dużo podróżował po Górnej Austrii. Ostatnim miejscem, gdzie pracował przed zaangażowaniem się w politykę, był Salzburg. Przydział ten był promocją ze strony żydowskiego szefostwa firmy. Adolf był ambitnym, pilnym pracownikiem, cenionym przez swych pracodawców. Znajdował ujście dla swej energii, łącząc pracę umysłową z działalnością w terenie. W dobie kryzysu został zwolniony i zapłacono mu miesięczną pensję za każdy miesiąc z 5 lat pracy. Nie cierpiał na brak funduszy i był jednym z nielicznych aktywistów NSDAP, którzy nie byli przywiązani finansowo do partii.
Ojciec Adolfa, będąc zwolennikiem światopoglądu skrajnie prawicowego i nacjonalistycznego, sprawił, że młody Eichmann polubił się z organizacją narodowych socjalistów. W późnych latach 20. Eichmann czytywał nazistowską prasę m.in. „Linzer Volksstimme” czy mało dostępny w Austrii „Völkischer Beobachter” pod redakcją Alfreda Rosenberga. W kwietniu 1932 wstąpił do austriackiej partii nazistowskiej za namową Ernsta Kaltenbrunnera, który miał wpływ na jego poglądy. W NSDAP Adolf otrzymał numer: 899 895. Zapisał się do austriackiego odłamu SS. Został przydzielony do SS Standarte 37, który operował w Górnej Austrii. Eichmann pracował i udzielał się politycznie. Zawiązywał przyjaźnie, paradował w czarnym mundurze SS, zajmował się obowiązkami dnia powszedniego w Brunatnym Domu (Das Braune Haus). Dzięki posiadaniu motocykla i pasji do motoryzacji został dowódcą (Motorsturmführer) jednostki zmotoryzowanej. W 1933 udał się do Niemiec i zapisał się do niemieckiej SS. Otrzymał numer: 45 326.

## Działalność w latach 1933–1938
W sierpniu 1933 Eichmann przybył do Bawarii, gdzie podlegał SS-Sturmbannführerowi Karlowi von Pichlemowi. Działał w sekcji motorowej, przechwytując nazistów uciekających z Austrii do Bawarii. W styczniu 1934 został przeniesiony do Legionu Austriackiego do Dachau pod Monachium. Przechodził szkolenie wojskowe i indoktrynację ideologiczną. Nie ma dowodów, że należał do Totenkopfverbände – załogi obozu koncentracyjnego. We wrześniu wstąpił do SD, która była wtedy mało znaczącą pomocniczą organizacją skupiającą inteligencję. Przechodził kolejne szkolenia, po których został przeniesiony do sekcji masońskiej SD. Ruch nazistowski przybierał na sile – z Hitlerem jako kanclerzem. Gazety takie jak „Der Stürmer” skutecznie szerzyły antysemityzm. Goebbels propagował kolejne pomysły Hitlera. Zakazane zostały małżeństwa mieszane. Żydzi byli stopniowo wyłączani ze społeczeństwa, bojkotowane były ich sklepy. SD powoli rosła w siłę. Eichmann pracował nad indeksem organizacji masońskich. Podjął pracę w muzeum. Jego autorytetami byli kolejno: Grigorij Szwarc-Bostunicz, później Leopold von Mildenstein, który zaoferował Eichmannowi po raz pierwszy pracę w sekcji żydowskiej.
Tymczasem Adolf ożenił się z Czeszką niemieckiego pochodzenia Veroniką Liebl, po trzech latach od zaręczyn. Zamieszkali w jednej z dzielnic Berlina, gdzie stałe dochody i wysoka pozycja społeczna pozwalały im na dostatnie i wygodne życie. Vera nie angażowała się w politykę. Zajmowała się domem i dziećmi.
Edler von Mildenstein wspierał syjonizm, uważając emigrację Żydów do Izraela za rozwiązanie „kwestii żydowskiej” i Eichmann podzielał jego poglądy. Doszkalał się w tej dziedzinie i wkrótce został ekspertem. Wyraził wolę nauki języka hebrajskiego, ale przełożeni odrzucili ten pomysł jako bardzo oryginalny. Jego szefem został dr Franz Six. Zwierzchnikami niższego szczebla byli kolejno: Kuno Schröder, Dieter Wisliceny, Herbert Hagen. 60% załogi SD stanowili ludzie poniżej 36. roku życia. Ten sam odsetek stanowili absolwenci wyższych uczelni. SD zyskiwało na znaczeniu; było coraz lepiej finansowane, ale wciąż nie miało mocy wykonawczej. Rywalizowało z Gestapo, które dysponowało lepszą kartoteką „wrogów Rzeszy”. Obie organizacje jednoczyła opierająca się na teoriach rasowych nienawiść do Żydów. Eichmann w jednym ze swych raportów stwierdził: Żydów łączą i zespalają tylko pieniądze. Byli oni rzekomo w ogólnoświatowym spisku przeciwko rasie aryjskiej.
Eichmann zaczął badać, w jakim tempie można by przeprowadzić przymusową emigrację Żydów do Palestyny lub do innego zacofanego kraju. Spotykał się z żydowskimi agentami działającymi w Palestynie, podróżował do Egiptu, rozmawiał z wielkim muftim Jerozolimy, który był przeciwny osiedlaniu się imigrantów z Europy i wysiedlaniu Palestyńczyków. Eichmann współpracował z organizacjami syjonistycznymi z Rzeszy w celu wybadania szans na wyrzucenie Żydów z kraju i przejęcie ich majątków.
W tym czasie Eichmann opracowywał i rozwijał koncepcję pracownika niemieckiego ministerstwa spraw zagranicznych Franza Rademachera dotyczącą masowego wysiedlenia Żydów do kolonii francuskiej – Madagaskaru.

## Od wcielenia Austrii do konferencji w Wannsee
Tuż przed Anschlussem Austrii Eichmann wraz z pracownikami swego biura przygotowywał kartotekę wrogów Rzeszy. 12 marca 1938 Wehrmacht przekroczył granicę austriacką. Rozpoczął się pogrom tamtejszych Żydów, dotyczący wielu sfer życia publicznego. Plądrowane były żydowskie sklepy, ludzie wyrzucani byli z mieszkań. Wpływowi Żydzi, lewicowi działacze, sympatycy kanclerza Dollfußa wysyłani byli do KL Dachau. Wielu w reakcji na terror i bezprawie popełniło samobójstwa. Wkrótce wdrożone zostały Ustawy norymberskie. W marcu biuro Eichmanna zaczęło działalność na terenie Austrii. Eichmann osobiście wyznaczał, kto miał zostać aresztowany lub wysłany do obozu koncentracyjnego. 40 tys. mieszkań żydowskich zostało przejętych przez nazistów. Eichmann urządził swoje biuro w luksusowym pałacu Rothschildów i przystąpił do akcji.
Jego celem było wyrzucenie Żydów z kraju. Aby uzyskać niezbędne kontakty i ogarnąć mniejszość żydowską, wydobył z więzień żydowskich specjalistów-syjonistów i zmusił ich do współpracy. Jego głównym asystentem został dr Josef Löwenherz, dla którego odmowa współpracy byłaby jednoznaczna ze zsyłką do Dachau. Eichmann zrzeszył związki i organizacje syjonistyczne i zaczął wdrażać pod zwierzchnictwem SD przymusową emigrację Żydów z Austrii.
Dr Franz Six odmówił przeniesienia Eichmanna do rodzinnego Linzu ze względu na dużą liczebność Żydów w Wiedniu i tamtejsze zapotrzebowanie na pracę nazistów. Eichmann założył prototypowe Żydowskie Centralne Biuro Emigracyjne. Żydzi byli pozbawiani mienia i zmuszani do emigracji, mając tylko drobne oszczędności. Alternatywą dla nich były cele Gestapo. Eichmann szerzył terror, swym zachowaniem wzbudzał popłoch wśród podlegających mu żydowskich urzędników. Złe rezultaty pracy groziły zsyłką do obozu. Awansował i sprowadził rodzinę do Wiednia. Cieszyła się ona dobrobytem i zamieszkała w reprezentacyjnej dzielnicy miasta. SD zyskiwało znaczne fundusze dzięki przejmowaniu żydowskich majątków i kont bankowych. Ubogi Żyd, by wyemigrować, musiał ponieść koszty tranzytu. Bogatsi Żydzi sponsorowali ubogich za pośrednictwem agencji Eichmanna. On sam popadł w rutynę i często odwiedzał swe placówki w Austrii. Gdy doszły go informacje o niesubordynacji żydowskich kancelistów w Innsbrucku, natychmiast przybył na miejsce. Zwolnił całą załogę, dając im kilka tygodni na opuszczenie Austrii.
W 1938 alianci zachodni wyrazili zgodę na przejęcie przez nazistów części ówczesnej Czechosłowacji. 25 tys. Żydów deportowanych zostało poza Kraj Sudetów (niem. Sudetenland), w głąb Czech. W tym samym roku 16 tys. Żydów zamieszkałych dotychczas w III Rzeszy i posiadających polskie obywatelstwo zostało odstawionych na granicę polsko-niemiecką w Zbąszyniu. Władze polskie zorganizowały tymczasowy obóz dla uchodźców. Młody Żyd z Paryża, Herszel Grynszpan w odpowiedzi na deportację jego rodziców zastrzelił z pistoletu pracownika ambasady niemieckiej we Francji – Ernsta vom Ratha. Dało to pretekst nazistom do rozpoczęcia pogromu na dużą skalę (noc kryształowa). Palone były synagogi i żydowskie przedsiębiorstwa, zamordowano około 100 osób, tysiące aresztowano. Pogromy były na rękę Eichmannowi, ponieważ Żydzi zaczęli szukać ratunku w emigracji. W sumie do listopada 1941 Eichmann zmusił do ucieczki z Rzeszy 128 tys. Żydów. Porzucili oni swe majątki, które przypadły rosnącej w siłę SD. Eichmann i jego wiedeńskie biuro stawiani byli za wzór dla innych urzędów emigracyjnych z Rzeszy.
Eichmann był bezwzględny dla swych podwładnych-Żydów, co uwidaczniało się zwłaszcza w traktowaniu dra Löwenherza. Hermann Göring w celach organizacyjnych nakazał założenie Centralnego Żydowskiego Biura Emigracyjnego z siedzibą w Berlinie. Powierzył szefostwo Reinhardowi Heydrichowi. Ten mianował dyrektorem szefa Gestapo, SS-Gruppenführera Heinricha Müllera. Müller odwdzięczył się i powołał Eichmanna na szefa centralnego biura. Po zajęciu Czechosłowacji Eichmann założył w Pradze biuro siostrzane w stosunku do wiedeńskiego. Dobrał tam załogę, która stanowiła trzon jego oddziału w przyszłości: Franz Novak, Anton Burger, Karl Rahm, Alois Brunner, bracia Güntherowie. Eichmann wymagał posłuszeństwa, kierując się dewizą SS: Meine Ehre heißt Treue.
Coraz mniej krajów w Europie chciało przyjmować ubogich Żydów-przymusowych emigrantów. Rząd brytyjski ustalił limit napływowy Żydów do Palestyny na 15 tys. rocznie przez następne 5 lat. Eichmann uruchomił nielegalną emigrację, korzystając z pomocy m.in. austriackiego bankiera pochodzenia żydowskiego, Bertholda Strofera.
Od 1 września 1939 Żydzi i Polacy mieli zostać wysiedleni z regionów, które należały do Niemiec przed I wojną światową. W większych miastach miały powstać getta. Tam zostałyby deportowane wszystkie populacje żydowskie nie większe niż 500 osób. Po zmianach i reformach w RSHA, Müller wezwał Eichmanna do Berlina. Uczynił go szefem Urzędu Emigracyjnego Rzeszy i umieścił w byłym pałacu żydowskim przy Kürfürstenstraße 116. Żona Eichmanna, Veronika, nie chciała się przeprowadzać i do końca wojny pozostała z dziećmi w swym luksusowym apartamencie w Pradze.
Głównym zadaniem Eichmanna stało się usunięcie Żydów z III Rzeszy i Protektoratu Czech i Moraw. Eichmann zainicjował „projekt Nisko”, który swymi korzeniami sięgał do zmutowanych idei syjonistycznych. Zamierzał utworzyć żydowską kolonię w dystrykcie lubelskim, w nowo powstałym Generalnym Gubernatorstwie. Zadanie polegało na przesiedleniu kilku tysięcy Żydów z Ostrawy, Wiednia i Katowic. Pierwszy transport, zawierający prefabrykaty do budowy baraków, został wysłany wraz z grupą ponad 2 tys. zdolnych do pracy Żydów. Drążyli oni studnie. Eichmann osobiście witał kolejne transporty. Użył słów: Führer obiecał Żydom nową ojczyznę. Projekt zakończył się niepowodzeniem. Brak żywności i lekarstw oraz zły klimat zwiększały zachorowalność i śmiertelność. Setki osób zostały zmuszone przez SS do wejścia na terytorium ZSRR. Część zgłosiła się do obozu pracy w pobliskim siole. Nieliczni na własny koszt wrócili, skąd przyjechali. Nisko dało nazistom wgląd, w jaki sposób niewielkim kosztem pozbyć się niechcianych obywateli z Rzeszy. Projekt Nisko przyniósł Eichmannowi awans.
W międzyczasie Hitler, wzorem Stalina, zarządził wędrówkę ludów – powrót etnicznych Niemców (Volksdeutschów) na terytorium Wielkiej Rzeszy. Mieli oni przybyć na miejsce wysiedlonych Polaków i Żydów z prowincji wschodnich Rzeszy. Eichmann został pełnomocnikiem odpowiedzialnym za stworzenie miejsc dla Volksdeutschów. Opracował plan wysiedlenia ponad pół miliona ludzi. Heydrich wskazał mu na miejsce wysiedlania Generalne Gubernatorstwo. 40 tys. osób zostało wysłanych do Łodzi, co zwiększyło zaludnienie i spowodowało zamieszanie. Gubernator dr Hans Frank zaoponował przeciwko deportacjom wysiedleńców do podległego mu obszaru. Mimo to transporty nie ustawały. Jedno z pierwszych gett powstało w Łodzi. Żydzi ginęli z głodu i chorób. Dla Eichmanna przesiedlenia były istotnym doświadczeniem. Nie było fizycznej możliwości przesłania pół miliona obywateli Polski, nie wywołując konfliktu wewnątrz poszczególnych agencji i pomiędzy Gauleiterami.
Wśród elity III Rzeszy wiele mówiło się o projekcie Madagaskar. Nie był on możliwy do zrealizowania, dopóki morska potęga Wielkiej Brytanii nie zostałaby złamana. Naziści twierdzili, że ten plan mógł dać alternatywę wysiedleniom do GG. Eichmann został podwładnym Müllera i powstała nowa sekcja w RSHA, w departamencie Gestapo: Emigracja i ewakuacja. Priorytetem stało się usuwanie Żydów z terenów Wielkiej Rzeszy. 6 tys. zostało przesłanych z okolic Baden do Francji Vichy. 3 tys., dzięki Bertholdowi Storferowi, przybyło do Palestyny. SD Heydricha uzyskało prawie całkowity monopol w gestii spraw żydowskich. Powstawało coraz więcej gett, a ich mieszkańcy doświadczali w nich niehumanitarnego traktowania. Naziści żywili nadzieję, że inwazja na ZSRR otworzyłaby dla nich Syberię i Żydzi będą mogli być deportowani do obiecanej nowej ojczyzny. Wielka akcja przesiedleńcza Hitlera zakończyła się fiaskiem i kwestia nie została rozwiązana.
W oczekiwaniu nadchodzących wydarzeń Hitler ogłosił „operację Barbarossa” metodycznym wyniszczeniem bolszewizmu i Żydostwa. Przed atakiem Heydrich zwołał spotkanie z udziałem Eichmanna na temat ciężkich zadań, jakie czekały Einsatzkommanda i ich wodzów na wschodzie. Później do urzędu Eichmanna docierały (w celach rachunkowych) regularne raporty z pacyfikacji na terenach ZSRR.
Wśród szefostwa Eichmanna nie było pomysłu, dokąd deportować wrogów Rzeszy bez konfliktów między poszczególnymi okręgami. W lipcu 1941 dr Hans Frank obwieścił swym znajomym, że warszawskie getto ulegnie likwidacji (oczyszczeniu). Eichmann otrzymał propozycję z Centralnego Biura Wysiedleńczego z Poznania, od SS-Sturmbannführera Rolfa-Heinza Höppnera, by wysiedlić Polaków i polskich Żydów z Kraju Warty (Warthegau). Höppner uważał, że głód jako przyczyna śmierci Żydów w gettach nie był dobrym rozwiązaniem, niósł pewne ryzyko. Sugerował wymordowanie Żydów poprzez trucie gazem – metodą, jaka uprzednio towarzyszyła projektowi Eutanazja.
Krótko po tym 31 lipca 1941 r. Göring upoważnił Reinharda Heydricha, znanego jako archanioł zła, by rozwiązał kwestię żydowską. Oznaczało to, że zadanie zostało przydzielone bezpośrednio Eichmannowi. W sierpniu 1941 Eichmann poinformował MSZ Rzeszy, że wizy tranzytowe umożliwiające emigrację zostały wstrzymane w obliczu nowych rozwiązań zagadnienia. W połowie sierpnia Bernhard Lösener przewodził spotkaniu personelu SD. Próbował przekonywać do złagodzenia polityki wobec Żydów, co nie wywołało aplauzu. Zdegustowany Eichmann opuścił spotkanie bez żadnych zobowiązań. Wydawało się, że wznowienie deportacji z Poznańskiego we wrześniu 1941 nie było możliwe. Nagle Hitler zmienił plany. Żydzi niemieccy mieli być ewakuowani na wschód bez względu na ich zasługi dla Niemiec w czasie I wojny światowej. Według MSZ Hitler stracił tym sposobem możliwość szantażu Żydów amerykańskich, gdyby się pozbył rodzimych, mogących być zakładnikami. W listopadzie 1941 Eichmann został awansowany do stopnia Obersturmbannführera. Został doceniony jako ekspert od przemieszczania populacji.
Dzięki zmianom decyzji 20 tysięcy Żydów i 5 tys. niemieckich Romów trafiło do łódzkiego getta. Wywołało to protesty władz Generalnego Gubernatorstwa. Dr Hans Frank twierdził, że zagęszczenie powodowało zamieszanie i niepokoje społeczne. W październiku 1941 Reinhard Heydrich został mianowany Protektorem Czech i Moraw. Założył obóz koncentracyjny dla uprzywilejowanych w Terezinie (Theresienstadt) niedaleko Pragi. Kłopotliwi Żydzi byliby wysyłani stamtąd na wschód, co oznaczało ich zagładę. W październiku zezwolono na deportację. Eichmann zmobilizował załogę i ruszyły transporty niemieckich Żydów do gett w Generalnym Gubernatorstwie, na Białorusi oraz w krajach bałtyckich. Dzięki ustawie o obywatelstwie niemieckim z 25 listopada 1941 Żydzi po przekroczeniu granicy tracili status obywatela. Eichmann dysponował policją i wspólnie z innymi agencjami rozporządzał żydowskim mieniem.
We wrześniu Reinhard Heydrich poinformował go, że Hitler podjął decyzję w nierozstrzygniętej sprawie. Była to fizyczna zagłada. Eichmann dostarczył list uwierzytelniający do szefa policji w Lublinie, SS-Brigadeführera Otto Globocnika. W Bełżcu Eichmann obserwował uśmiercanie ludzi poprzez duszenie spalinami z silnika okrętu podwodnego w uszczelnionych chatach. W Chełmnie widział specjalnie uszczelnione półciężarówki, sanitarki, które spalinami truły stłoczonych w nich Żydów. W Mińsku był świadkiem masowego rozstrzeliwania. Nie jest jasne, jaką wagę miała opinia Eichmanna co do wyboru metody późniejszej zagłady. Z zeznań Eichmanna, z taśm Sassena, na wolności w Argentynie i podczas przesłuchiwania w Izraelu wynika, że te spektakle wstrząsnęły nim do głębi. Raportował Müllerowi, że to nie jest to, o czym myślał, że to nie jest polityczne rozwiązanie. Szef Gestapo przyjął to obojętnie. Wysłał Eichmanna do KL Auschwitz, by obserwował rozbudowę obozu – zwłaszcza prototypowe krematoria. Po czym skierował go do dystryktu lubelskiego, by oglądał obóz zagłady we wsi Treblinka w czasie pracy. Nie jest pewne, czy wizyty Eichmanna w miejscach kaźni miały miejsce przed czy po decyzji Hitlera (w sprawie eksterminacji), czy ją stymulowały i czy jego raporty miały na nią wpływ.
Działanie, osobista odpowiedzialność i rola Eichmanna jako nadzorującego Ostateczne Rozwiązanie, nie została sprecyzowana do konferencji w Wannsee. Rok 1941 pozwolił Eichmannowi oswoić się z nowymi zadaniami, poznać cel deportacji i kontrolować w przyszłości rozmiary i terminowość transportów do obozów zagłady w Generalnym Gubernatorstwie. Równocześnie (1939−1941), niezależnie od działalności Eichmanna, dochodziło do lokalnych zbrodni na Bałkanach, Łotwie, Białorusi, Ukrainie i w okupowanej Polsce. Podberlińska konferencja pozwoliła je scentralizować i skoordynować.
20 stycznia 1942 miała miejsce konferencja w Wannsee. Jej celem było omówienie polityki ostatecznego rozwiązania kwestii żydowskiej w gronie przedstawicieli najważniejszych urzędów III Rzeszy. Eichmann przygotował statystyki i przemówienie dla szefa SD. Na spotkanie stawili się wszyscy zainteresowani Endlösungiem. Eichmann protokołował, a Heydrich nakreślił plan Ostatecznego Rozwiązania. Po części oficjalnej szef Gestapo Müller wraz z Heydrichem i Eichmannem delektował się przy kominku lampką koniaku i cygarami. Wszystko poszło po myśli Heydricha. Konferencja zamknęła Eichmannowi drogę kontynuowania poprzednich zadań jako ekspertowi od emigracji. Na przesłuchaniu w Izraelu Eichmann stwierdził, że głowy koronowane podjęły taką decyzję. Jego zadaniem od tego momentu było postępować zgodnie z rozkazami. Czynił on swoje bez gorliwości i inicjatywy – bezmyślnie, jak stwierdziła na procesie Hannah Arendt.

## Od konferencji w Wannsee do inwazji na Węgry
Konferencja w Wannsee zakończyła okres nieaktywności Eichmanna i dała mu zajęcie jako zarządzającego ludobójstwem. Jako główny plenipotent Reinharda Heydricha mógł bezpośrednio rozmawiać z Reichsführerem-SS Heinrichem Himmlerem, pomijając niższe instancje. Zadanie miał bardzo skomplikowane, opierające się na współpracy z policją kryminalną, Gestapo, Ministerstwem Spraw Zagranicznych, Gauleiterami, SD, SS i innymi agencjami.
Eichmann raportował o losach swej pracy koordynacyjnej bezpośrednio do szefa Gestapo, SS-Gruppenführera Heinricha Müllera. Nie tworzył polityki działań. Zajmował się usprawnianiem i zarządzaniem, zgodnie z rozkazami danymi mu z góry. Jego biuro, czyli sekcja IVB4 Departamentu IV Głównego Urzędu Bezpieczeństwa III Rzeszy – Tajna Policja Państwowa – Gestapo, zajmująca się „rozwiązaniem ostatecznym” kwestii żydowskiej wraz z innymi agencjami, rozpatrywało także kwestię tzw. Mischlinge – Niemców z domieszką krwi żydowskiej. Rozwiązanie zagadnienia prowadziło do zwiększania sterylizacji osób nieodpowiednich rasowo oraz organizacji rozwodów małżeństw pół-aryjskich. Działania te nie spotkały się z aprobatą Stolicy Apostolskiej. Eichmann, wspólnie z Franzem Rademacherem z MSZ, opracowywał metody przejęcia pożydowskich majątków od Żydów nielegitymujących się niemieckim obywatelstwem. Biuro IVB4 wdrażało w życie postanowienia elity III Rzeszy, wysyłając zalecenia i broszury do lokalnych szefów SS i policji.
Żydzi byli najpierw lokalizowani, następnie wysyłani do obozów przejściowych, a ich majątki były przejmowane. Eichmann zapewniał współpracę między zainteresowanymi agencjami. Jego biuro imitowało legalne procedury, zmuszając Żydów do dobrowolnego zrzekania się majątków. Szczegółowe instrukcje określały mienie, które Żydzi mogli zabrać. Transporty odbywały się w złych warunkach, powodując dużą śmiertelność. Ekonomiczne i Administracyjne Biuro Główne SS (WVHA) pod kierownictwem SS-Gruppenführera Oswalda Pohla było prężną i dynamiczną firmą, nastawioną na pomnażanie dochodów SS poprzez zapewnienie niewolniczej siły roboczej dla fabryk w Rzeszy. WVHA zarządzało obozami koncentracyjnymi.
Franz Novak, podwładny Eichmanna, był ekspertem w sprawie negocjacji z Deutsche Reichsbahn i Ministerstwem Transportu. Dla niemieckiej kolei transporty Eichmanna były podrzędne i nieczęste. W czasie działań wojennych trudno było uzyskać specjalne pociągi. Ważny aspekt deportacji dotyczył tego, kto miał być włączony do transportu, a kto pominięty. Przed każdą akcją trwały negocjacje z MSZ. Żydzi z obcym obywatelstwem byli często uprzywilejowani poprzez np. brak obowiązku noszenia opaski z Gwiazdą Dawida. MSZ nie chciało rozpoczynać lub zaogniać konfliktów z krajami satelickimi lub sprzymierzonymi.
Definicja Mischlinga (mieszańca) dostarczała dodatkowych komplikacji w sprawie legalności deportacji. Quasi-teorie rasowe nie rozstrzygały wielu problematycznych spraw. Istotnym problemem dla elit III Rzeszy byli niemieccy Żydzi – bohaterowie z czasów Cesarstwa Niemieckiego. Dyskusyjna kwestia skłoniła Eichmanna do wysłania Żydów starszych i niezdolnych do pracy do Terezina, skąd mogli być odsyłani na wschód na pewną śmierć bez protestów ze strony ich rodaków z Rzeszy.

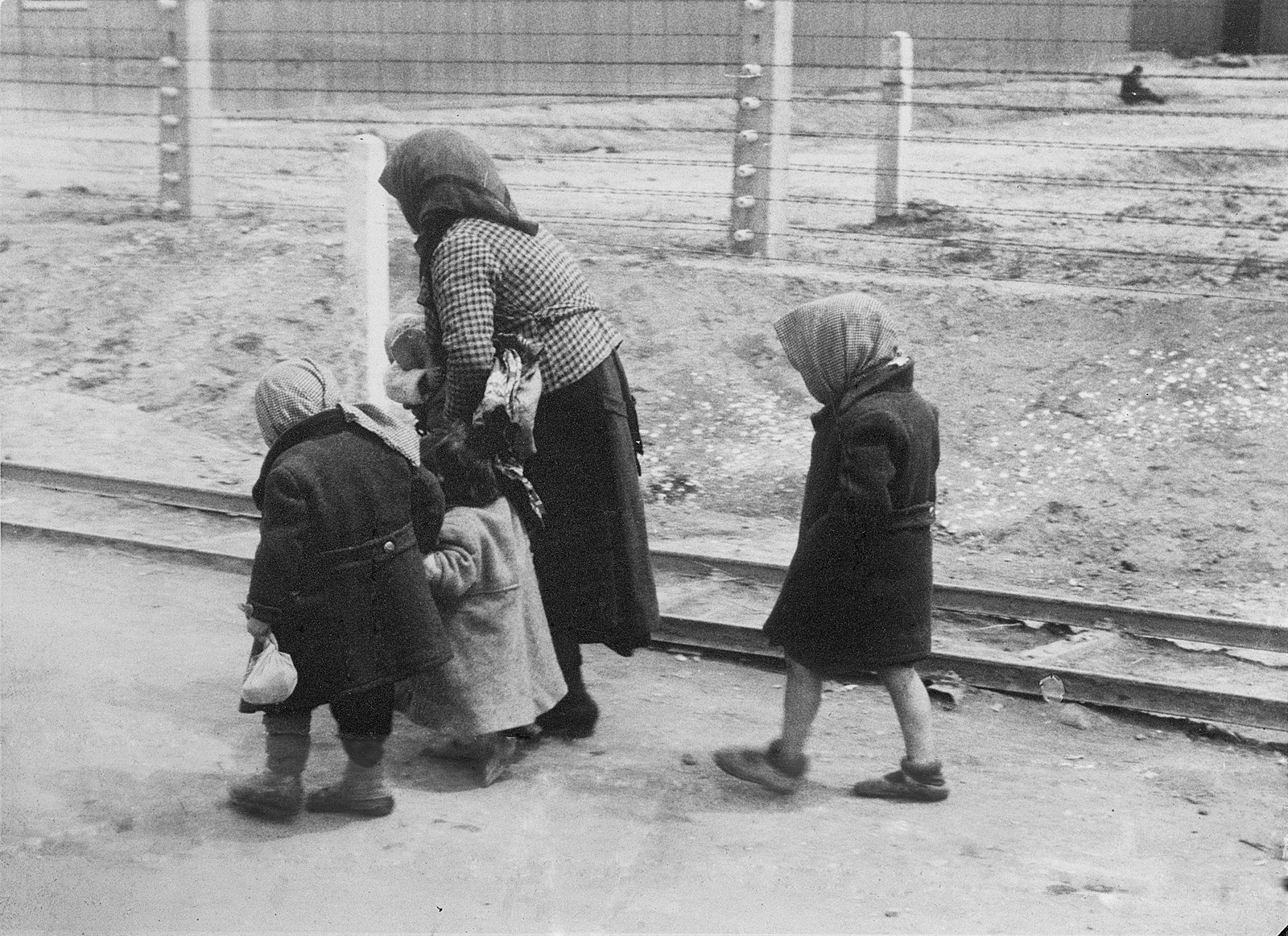
W drodze do komory gazowej, KZ Auschwitz-Birkenau – maj/czerwiec 1944 (zdjęcie wykonane przez SS-mana Bernharda Waltera za zgodą Eichmanna)

Koncepcją RSHA było wysyłanie Żydów bezpośrednio do obozów zagłady, natomiast WVHA chciało ich wykorzystać. Kompromisem okazała się idea tzw. eksterminacji poprzez pracę (Vernichtung durch Arbeit), zgodnie z hasłem Arbeit macht frei (Praca czyni wolnym). Według prawa majątki Żydów, którzy nie zostawili spadkobierców, miały być przejmowane przez ich ojczyzny. Biuro IVB4 i MSZ konferowało kilkukrotnie z sukcesem na temat majątków pożydowskich. Biuro zajmowało się bardzo szerokim wachlarzem zadań i współpracowało z wieloma agencjami oscylującymi wokół rdzenia, którym była zagłada ludności żydowskiej. Eichmann często musiał improwizować, jako że operacja wymagała elastyczności.
Eichmann zreorganizował biuro. Skupiało ono teraz takie osoby jak: Rolf Günther, Theodor Dannecker, Alois Brunner, Dieter Wisliceny, Franz Novak, Otto Hunsche. Na częstych spotkaniach organizacyjnych zajmowano się głównie opracowywaniem szybszych i efektywniejszych metod niszczenia Żydów. Eichmann był często w terenie: w Terezinie, Berlinie, Wiedniu czy gettach GG. Załoga konsolidowała się poprzez wspólne muzykowanie czy zajęcia sportowe. Kontakty z Müllerem zacieśniały się. Dobrze się rozumieli z Eichmannem i szef Gestapo często wspierał go w konfliktach z Himmlerem.
Eichmann bazował na współpracy z policją. W Rzeszy było to łatwe, ale poza nią zarządzanie operacją było bardzo skomplikowane. Kooperacja, także z władzami lokalnymi i z poszczególnymi HSSPF (Höherer SS und Polizeiführer, wyższymi dowódcami SS i policji) i BdS (Befehlshaber der Sipo-SD, dowódcami tajnej policji SD) nie była rzeczą łatwą. Najpierw zajęto się problemem dla Hitlera najistotniejszym i najpilniejszym. Żydzi z terenu Wielkiej Rzeszy wysyłani byli do Łodzi, Lublina, Mińska i Terezina. Ich aktywa bankowe były przelewane na specjalne „konto W”. Weterani okopów przewożeni byli do podpraskiego Terezina. Wielu zginęło podczas transportu, a starsi umierali na miejscu z głodu (oficjalnie – śmiercią naturalną). Eichmann upominał policję bezpieczeństwa za zbyt dużą liczbę Żydów uprzywilejowanych – wyłączanych z transportów.
Szczególną rolę odgrywał obóz kamuflażowy w Terezinie. Stąd Żydzi byli wysyłani na wschód – dawało to spokój sumienia ziomkom ofiar w Rzeszy. Terezin – obóz dla ludzi starszych – był przeludniony, brakowało żywności i lekarstw. Deportacje do obozów zagłady nie ustawały.
Czerwony Krzyż odwiedzał obóz kilkukrotnie i był usatysfakcjonowany. Pracowała biblioteka i teatr. Do tych wizyt obóz był przygotowywany.
Eichmann przydzielił swoich ludzi do niemieckich poselstw poza granicami Rzeszy. Do Francji przybył SS-Hauptsturmführer Theodor Dannecker. W październiku 1940 Philippe Pétain zaakceptował dyskryminacyjne Ustawy Norymberskie na terenie Francji. Tysiąc żydowskich działaczy politycznych zostało aresztowanych pod koniec 1941 za wspieranie komunizmu. MSZ Rzeszy zgodziło się na deportację 4 tys. Żydów więcej. Wszyscy zostali wysłani do pracy do KL Auschwitz. Mimo tego nikt z nich nie przeżył wojny. Po zmianie rządu Francji na pronazistowski, RSHA wzmogła wysiłki. Wprowadzono obowiązek noszenia opaski z Gwiazdą Dawida.
Latem 1942 Żydzi z Terezina po przyjeździe do Generalnego Gubernatorstwa zaczęli być natychmiast uśmiercani. Getta w GG były wtedy systematycznie opróżniane. Rozstrzeliwania nasilały się w Rosji i w Polsce. Biuro Eichmanna znajdowało się w epicentrum ludobójstwa. Około 100 tys. Żydów z Belgii, Holandii, Luksemburga i Francji trafiło w lipcu do Auschwitz. Dannecker miał problemy ze współpracą z władzami lokalnymi – Eichmann przybył do Paryża. Skoordynował agencję i przyszykował ścieżkę polityczną dla kolejnych deportacji. Ustalił liczbę wysyłanych ofiar na 3 tys. na tydzień. Udzielił reprymendy niedoświadczonemu Heinzowi Röthkemu, który nie mógł zgromadzić wystarczającej liczby Żydów do uprzednio przygotowanych pociągów. Około 4 tys. dzieci (wiele poniżej 7. roku życia) pozostało na miejscu we Francji po deportacji ich rodziców. Zostały one umieszczone w obozie w Drancy. Eichmann po konsultacjach ze swym szefostwem został przekonany, że te dzieci mogą również podlegać deportacjom (Kindertransporte können rollen). Tuż po przybyciu do Auschwitz zostały one uśmiercone w komorach gazowych. W lipcu 1942 francuska policja zorganizowała nagonkę na Żydów. Około 13 tys. zostało umieszczonych w obozie przejściowym. Do końca sierpnia wszyscy aresztowani zostali wysłani do obozów zagłady w GG. Była to ostatnia udana akcja Eichmanna i Danneckera. Przewidując klęskę Niemiec, Francja niechętnie wydawała później swoich Żydów. Vichy także opornie odnosiło się do akcji. Wielu Żydów uciekło do Włoch, gdzie Ostateczne Rozwiązanie nie było popularne.
| Kraj             | ludność żydowska          | ludność żydowska                                   | organizatorzy Holocaustu | organizatorzy Holocaustu |
| Kraj             | populacja stan na 1939 r. | straty (obywateli z granic przedwojennych)         | pełnomocnik Eichmanna | Wyższy dowódca SS i policji |
| ---------------- | ------------------------- | -------------------------------------------------- | --- | --- |
| Polska           | 3,3 mln                   | 3 mln (91%)                                        | SS-Obersturmbannführer Hermann Krumey niezależnie Gubernator dr Hans Frank                                                                                    | SS-Obergruppenführer Friedrich Wilhelm Krüger SS-Obergruppenführer Wilhelm Koppe SS-Gruppenführer Fritz Katzmann SS-Obergruppenführer Richard Hildebrandt patrz także linki zewnętrzne |
| kraje bałtyckie  | 253 tys.                  | 228 tys. (90%)                                     | niezależnie Einsatzgruppe A SS-Brigadeführer dr Franz Walter Stahlecker                                                                                       | patrz linki zewnętrzne |
| Czechy           | 90 tys.                   | 80 tys. (89%)                                      | SS-Sturmbannführer Hans Günther | SS-Obergruppenführer Karl Hermann Frank |
| Niemcy i Austria | 240 tys.                  | 210 tys. (88%)                                     | SS-Hauptsturmführer Alois Brunner SS-Sturmbannführer Rolf Günther                                                                                             | patrz linki zewnętrzne |
| Grecja           | 70 tys.                   | 54 tys. (87%) (w tym 46 tys. z Salonik)            | SS-Hauptsturmführer Dieter Wisliceny SS-Hauptsturmführer Alois Brunner                                                                                        | SS-Gruppenführer Jürgen Stroop SS-Gruppenführer Walter Schimana SS-Brigadeführer Hermann Franz                                                                                         |
| Słowacja         | 88 tys.                   | 70 tys. (80%)                                      | SS-Hauptsturmführer Dieter Wisliceny SS-Hauptsturmführer Alois Brunner                                                                                        | SS-Obergruppenführer Gottlob Berger SS-Obergruppenführer Hermann Höfle |
| Holandia         | 140 tys.                  | 107 tys. (76%)                                     | SS-Obersturmführer dr Erich Rajakowitsch SS-Hauptsturmführer Wilhelm Zoepf                                                                                    | SS-Obergruppenführer Hans Albin Rauter |
| Węgry            | 650 tys.                  | 450 tys. (69%)                                     | SS-Obersturmbannführer Adolf Eichmann osobiście SS-Obersturmbannführer Hermann Krumey SS-Hauptsturmführer Otto Hunsche SS-Hauptsturmführer dr Siegfried Seidl | SS-Obergruppenführer Otto Winkelmann |
| Belgia           | 65 tys.                   | 40 tys. (62%)                                      | SS-Obersturmführer Kurt Asche | SS-Gruppenführer Richard Jungclaus SS-Obergruppenführer Friedrich Jeckeln |
| Jugosławia       | 43 tys.                   | 26 tys.(60%)                                       | SS-Hauptsturmführer Franz Abromeit SS-Obersturmbannführer Hermann Krumey                                                                                      | SS-Obergruppenführer Otto Globocnik SS-Gruppenführer Hermann Behrends SS-Oberführer Werner Fromm SS-Gruppenführer Konstantin Kammerhofer SS-Gruppenführer August Edler von Meyszner    |
| Rumunia          | 542 tys.                  | 250 tys. (46%)                                     | SS-Hauptsturmführer Gustav Richter SS-Hauptsturmführer Otto von Bolschwing.                                                                                   | SS-Obergruppenführer Richard Hildebrandt |
| ZSRR             | 2,85 mln                  | 1,25 mln (44%)                                     | niezależnie Einsatzgruppen: B: SS-Brigadeführer Arthur Nebe C: SS-Gruppenführer dr Otto Rasch D: SS-Gruppenführer dr Otto Ohlendorf                           | SS-Obergruppenführer Erich von dem Bach-Zelewski SS-Obergruppenführer Hans Adolf Prützmann (Najwyższy Dowódca SS i Policji) patrz także linki zewnętrzne                               |
| Francja          | 312 tys.                  | 78 tys. (25%)                                      | SS-Hauptsturmführer Theodor Dannecker SS-Hauptsturmführer Heinz Röthke SS-Hauptsturmführer Alois Brunner                                                      | SS-Brigadeführer Carl Oberg |
| Bułgaria         | 64 tys.                   | 14 tys. (22%) (w tym 11 tys. z Tracji i Macedonii) | SS-Hauptsturmführer Theodor Dannecker | brak |
| Włochy           | 40 tys.                   | 8 tys. (20%)                                       | SS-Hauptsturmführer Theodor Dannecker SS-Obersturmbannführer Herbert Kappler Friedrich Robert Bosshammer                                                      | SS-Obergruppenführer Karl Wolff (Najwyższy Dowódca SS i Policji) |

W Holandii nie było strefy niezależnej jak we Francji ani naturalnych przeszkód terenu. Okupacja zaczęła się w maju 1940. Getto, w którym skoncentrowano Żydów, powstało w Amsterdamie. Deportacje trwały aż do wiosny 1943. Tylko w okresie od marca do lipca 1943 32 tys. Żydów zostało wysłanych do obozu zagłady w Sobiborze. Wszyscy oni zostali uśmierceni zaraz po przybyciu do miejsca docelowego. Eichmann zrobił wszystko, by włączyć do transportów również szlifierzy diamentów pochodzenia żydowskiego. Czynił wysiłki, by pojedyncze osoby nie zostały pominięte.
Jedną z głównych akcji przeciwko Żydom włoskim była nagonka (wł. razzia), zorganizowana przez włoską policję w Rzymie. Pomiędzy październikiem a grudniem 1943 aresztowano 4 tys. Żydów, z czego 1700 w stolicy Włoch. Znaczącą rolę odegrał wysłannik Eichmanna Theodor Dannecker wraz z Karlem Wolffem i Herbertem Kapplerem z SD. Patronował im Ernst Kaltenbrunner. Później przy wydatnym udziale Czarnych koszul kolejne 4 tys. Żydów zostało aresztowanych na północy kraju i deportowanych do Auschwitz. Osobisty wkład Eichmanna w akcję we Włoszech był znikomy.
W lutym 1943 Eichmann wysłał Dietera Wisliceny’ego i Aloisa Brunnera do Salonik. Decyzja o eksterminacji tamtejszych Żydów została uprzednio podjęta przez Himmlera w październiku 1941. W styczniu 1943 Rolf Günther uczynił w Grecji pierwsze koordynacyjne przygotowania. W Salonikach, strategicznym śródziemnomorskim porcie, zamieszkiwało 53 tys. Żydów sefardyjskich. Przybyli oni z Hiszpanii w 1492 po prześladowaniach, które miały tam miejsce. Tworzyli oni odrębną kulturę, mówili językiem zbliżonym do kastylijskiego, ale w pisowni używali znaków hebrajskich. Niemcy zaczęli od założenia Rady Żydowskiej – Judenratu. Nastąpiła rejestracja wszystkich Żydów i powstało getto. Od marca do sierpnia 1943 46 tys. Żydów zostało deportowanych do KL Auschwitz-Birkenau. Eichmann użył całych swych uprawnień, aby deportacja objęła także Żydów z hiszpańskim obywatelstwem. Stwierdził, że legitymowali się oni poglądami antynazistowskimi.
W 1940 Wisliceny przybył do Słowacji, by wspomóc profaszystowski, nacjonalistyczny reżim księdza Jozefa Tisy i premiera Beli Tuki. W październiku 1941 został ratyfikowany tzw. Judenkodeks, skupiający antyżydowskie prawa. W maju 1941 rząd Słowacji wyraził wolę deportacji swych Żydów. Zaczęły być przejmowane żydowskie majątki. Ich właściciele kierowani byli początkowo do kolumn pracy. Himmler przyjął ofertę rządu słowackiego. Eichmann poinstruował Wisliceny’ego co do deportacji. Słowacy sami zajęli się stroną organizacyjną transportów i zapłacili Rzeszy 500 marek niemieckich za każdą ofiarę. Pierwsze transporty objęły 17 tys. i 33 tys. Żydów. Naziści zapewniali rząd słowacki, że wygnańcy będą łagodnie traktowani. Później słowacka delegacja odwiedziła część obozu w Auschwitz, oprowadzana przez komendanta Hößa. Pierwszy transport miał miejsce w październiku 1942. Kościół katolicki na Słowacji wniósł sprzeciw co do deportacji swych wiernych – przechrzczonych Żydów. Słowacja po raz kolejny zadała pytanie o los swoich Żydów – czy byli traktowani dobrze i czy zostały im zapewnione minimalne standardy mieszkaniowe. W 1943 52 tys. z 80 tys. słowackich Żydów zostało zamordowanych w komorach gazowych Birkenau. Eichmann poczuł się urażony interpelacją rządu Tuki. Stwierdził także, że wizytacja obozu w Birkenau przez oficjeli słowackich nie była możliwa. Jesienią 1944 ostatnie fale deportacji słowackich Żydów po dłuższej przerwie skierowano do Auschwitz i Terezina. Kolejnych kilka tysięcy trafiło do komór gazowych, ustalając całościową liczbę strat wśród słowackich Żydów na 70 tys.
Rumunia miała opinię silnie antysemickiego kraju, znanego z pogromów. Einsatzgruppe D i wojska rumuńskie po inwazji na ZSRR zgładziły na terenie południowej Ukrainy 160 tys. Żydów. 130 tys. zostało wydalonych do Transnistrii, by koczowali tam w prymitywnych obozach. Reprezentantem Eichmanna w Rumunii został SS-Hauptsturmführer Gustav Richter. Niemieckim ambasadorem był Manfred von Killinger. Początkowo ci dwaj uzyskali zgodę premiera Iona Antonescu na deportacje. Eichmanna rozwścieczyła zgoda Rumunów na emigrację Żydów do Palestyny – planował on dla nich inny los. Latem 1942 Heinrich Müller stwierdził, że RSHA był gotowy na organizację transportów Żydów rumuńskich. Tymczasem po afroncie uczynionym w Berlinie Radu Lece, rumuńskiemu ekspertowi od spraw żydowskich, Rumuni cofnęli przychylną decyzję. Niemieckie biuro MSZ w związku z niepowodzeniem pouczyło Eichmanna, że jego wysłannicy powinni zawsze działać poprzez ich placówkę. Przed rumuńską załogą Eichmanna stanęło widmo klęski. Oficjele rumuńscy brali łapówki od Żydów, wzrastał syjonizm i łagodzenie praw antyżydowskich. Interwencja Eichmanna nie przyniosła rezultatu. W styczniu 1943 rząd rumuński po klęsce ich armii na wschodzie zaczął stwarzać jeszcze większe opory. Ogólnie 250 tys. rumuńskich Żydów zostało zamordowanych (zginęli głównie z głodu i chorób oraz w pogromach). 292 tys. uniknęło śmierci. Skutkiem działań Eichmanna była powolna emigracja-ucieczka rumuńskich Żydów do Palestyny.
Eichmann wielokrotnie twierdził, że był tylko oficerem transportowym, posłusznym, drobnym elementem biurokratycznej machiny. W rzeczywistości podróżował po całej Europie, także po miejscach straceń i obozach zagłady. Osobiście nie zabił żadnego człowieka, ale nadzorował międzynarodową operację przeciwko rasie podludzi. W listopadzie osobisty lekarz Hitlera, dr Karl Brandt, zażądał od biura Eichmanna szkieletów Żydów-bolszewików. Eichmann spełnił to życzenie. Szkielety posłużyły do badań anatomicznych i antropologicznych. Biuro IVB4 zajmowało się też zamawianiem i dostawami do obozów zagłady gazu w proszku – cyjanowodoru (cyklonu B). Eichmann odwiedzał KL Auschwitz wielokrotnie, by sprawdzić, czy były wymagane kolejne dostawy.
Eichmann regulował dostawy towaru, miejsca zaopatrzenia, kontrolował stan i terminowość dostaw. O swych działaniach raportował na bieżąco szefowi Gestapo lub Heinrichowi Himmlerowi. Napisał książkę o Ostatecznym Rozwiązaniu dedykowaną zgładzonemu w Pradze Heydrichowi. Nie ukazała się ona jednak drukiem – mimo entuzjazmu autora – ponieważ informacje w niej zawarte były tajne. Himmler zażądał dokładnych danych, ilu Żydów udało im się zgładzić. Wysłał profesjonalnego statystyka, który w biurze Eichmanna ocenił całą operację na 5,5 miliona.

## Od inwazji na Węgry do kapitulacji III Rzeszy
Müller przekazał Eichmannowi, że – wskutek rozkazu Himmlera – został on przydzielony do Budapesztu – czyli do stolicy kraju, którego akcja jeszcze nie dotknęła. Na Śląsku odbyło się spotkanie organizacyjne, prowadzone przez MSZ, ale załoga Eichmanna nie mogła przybyć. W pierwszym posunięciu Eichmann odrzucił ofertę węgierskiej żandarmerii – dostarczenie Żydów-uciekinierów, którzy znaleźli na Węgrzech schronienie przed zsyłkami w innych krajach. Był to zbyt mały kąsek dla Eichmanna. Doświadczenie kazało mu czekać.
Populacja żydowska na Węgrzech liczyła około 725 tys. Prawa antyżydowskie zaczęły być tam wdrażane już od 1938, a mimo tego Żydzi cieszyli się tam względną swobodą. 50 tys. Żydów wspomagało armię węgierską na froncie wschodnim. Tylko 20% z nich powróciło do ojczyzny. Admirał Miklós Horthy nie dopuszczał do pogromów w czasie trwania wojny. W obliczu klęski Rzeszy starał się on wybadać, czy nie można by zawrzeć osobnego porozumienia z aliantami. Jego knowania mocno zirytowały Hitlera, który widział w tym spisek węgierskich Żydów przeciwko rasie aryjskiej. 19 marca 1944 Wehrmacht przekroczył granicę węgierską. Utrzymanie Węgrów w sojuszu było głównym powodem inwazji. Niemcy zmusili Horthyego do zaprzysiężenia pronazistowskiego premiera Dömego Sztójaya.
Główne przyczyny inwazji to:
- utrzymanie chwiejnego sojusznika w ryzach – węgierska armia powinna była dalej walczyć;
- świadomość Niemców, że Węgry pełne były żywności, paliwa i surowców, których Rzesza chciała użyć;
- duża populacja żydowska – Żydzi odgrywali istotną rolę w tamtejszym przemyśle i posiadali sporo majątków, które mogłyby być bezkarnie plądrowane. Ponadto stanowili oni niewolniczą siłę roboczą – zadaniem Eichmanna nie była jedynie organizacja eksterminacji.

„Operacja Margarethe” zaczęła się 19 marca 1944. 11 dywizji Wehrmachtu stanowiło główne siły. Dodatkiem było 600 działaczy RSHA. Eichmann zajął w Budapeszcie willę żydowskiego przedsiębiorcy. Biura zostały ulokowane w Hotelu Majestic. Eichmann szybko przekonał się, że miał wielu konkurentów do zarządzania akcją.
| Rola                                                                                  | Działacz                                |
| ------------------------------------------------------------------------------------- | --------------------------------------- |
| Befehlshaber der Sipo-SD (rozkazodawca tajnej policji SD) i dowódca całej załogi RSHA | SS-Standartenführer Hans Ulrich Geschke |
| wyższy dowódca SS i policji                                                           | SS-Obergruppenführer Otto Winkelmann    |
| szef siatki wywiadowczej SD                                                           | SS-Sturmbannführer Wilhelm Höttl        |
| odpowiedzialny za ekonomiczne działania na rzecz Himmlera                             | SS-Standartenführer Kurt Becher         |
| szef MSZ                                                                              | SS-Brigadeführer Edmund Veesenmayer     |
| szef działu IVB4 w RSHA                                                               | SS-Obersturmbannführer Adolf Eichmann   |

W rzeczywistości Eichmann był w wielu aspektach zależny lub podlegał im wszystkim. Początkowo Horthy wydał hitlerowcom 100 tysięcy Żydów. Zaczęły być wdrażane uchwały dyskryminacyjne – pozbawiające Żydów praw i pozwalające na przejęcie ich majątków. Zaczęto przygotowania do utworzenia gett i do deportacji. Węgrzy sami zajęli się kwestiami organizacyjnymi. Znani antysemici: László Endre i László Baky zostali odpowiedzialni z ramienia rządu za kwestię żydowską. Jak tylko majątki żydowskie zostałyby splądrowane, ich niezdolni do pracy właściciele byliby wysyłani do Auschwitz. Oznaczało to, że zostaliby oni uśmierceni bezpośrednio po przybyciu do GG. Eichmann uważnie rozważał sytuację, jaka miała miejsce wcześniej w getcie warszawskim i w Danii. Nie mógł dopuścić do podobnych zdarzeń (powstanie w getcie). Zdawał sobie sprawę, że Węgrzy dysponowali odpowiednimi siłami, by sami mogli zorganizować deportację miliona ludzi. Przeciwnicy polityczni, socjaliści umieszczeni zostali w obozie przejściowym w Kistarcsa, na przedmieściach stolicy. Powstała Rada Żydowska (Judenrat) z Samuelem Sternem jako przewodniczącym. Zakazano Żydom opuszczania miasta i wprowadzono cenzurę prasy.
Eichmann na jednym ze spotkań przedstawił Endremu plan wyrwania całej społeczności żydowskiej i deportowania jej na północ. Endre przyjął ofertę – jak twierdził później Eichmann – z entuzjazmem. Aktywa bankowe Żydów zostały zamrożone. Szereg praw przyjętych w marcu i kwietniu zepchnął Żydów na margines. Węgrzy plądrowali żydowskie majątki ręka w rękę z Niemcami. Eichmann poinformował Sterna o nakazie noszenia przez Żydów gwiazdy Dawida na zewnętrznym okryciu. Żydzi, którzy pracowaliby uczciwie, byliby traktowani dobrze. Eichmann zapewniał Sterna, że chciał unikać przemocy, a byłoby to możliwe gdyby Żydzi podjęli współpracę. Eichmann zakazał partyzantki. Wymagał jedynie dyscypliny i porządku. Wtedy Żydzi, mogliby się niczego nie obawiać. Plądrowanie byłoby ograniczone. Żydzi uwierzyli słowom specjalisty.
Następnego dnia na spotkaniu (pod kierownictwem Baky’ego) szefa węgierskiej żandarmerii – Lászla Ferency’ego z załogą Eichmanna zdecydowano o podziale Węgier na 6 stref. Każda z nich została przydzielona do jednego dystryktu policyjnego. Żydzi byliby koncentrowani w miastach i miasteczkach, pozbawiani mienia i transportowani do gett. Getta byłyby zakładane w cegielniach lub fabrykach – blisko linii kolejowych. Z nich ofiary byłyby transportowane do Rzeszy – do pracy. 20 tys. węgierskich żandarmów miało odgrywać kluczową rolę w całym procesie. Ferency wyznaczył na szefów okręgów antysemitów o światopoglądzie zbliżonym do swojego. Tajna wiadomość została wysłana do lokalnych posterunków żandarmerii, burmistrzów i rad miejskich, by przeprowadzić rejestrację populacji żydowskiej. Eichmann użył sprytnego wybiegu. Podjął decyzję o deportacji – w pierwszej kolejności – Żydów ze wschodnich prowincji, nie zasymilowanych i nie powiązanych z elitą w Budapeszcie.
| Numer strefy | Położenie                              | Liczba ludności żydowskiej |
| ------------ | -------------------------------------- | -------------------------- |
| I            | Karpaty i Rutenia (północny wschód)    | 194 000                    |
| II           | Cluj (Kolozswar), północny Siedmiogród | 98 000                     |
| III          | rejon północny                         | 53 000                     |
| IV           | Debreczyn-Segedyn (południe kraju)     | 40 000                     |
| V            | południowy zachód                      | 29 000                     |
| VI           | Budapeszt i przedmieścia               | 184 000                    |

Węgrzy według RSHA wyrażali wolę pozbycia się całej populacji żydowskiej. Sytuacja w gettach zaczęła się pogarszać. Władze węgierskie otrzymywały skargi. Rząd węgierski chętnie przyjął propozycję Eichmanna, by siły okupacyjne przejęły wszystkich skupionych w miejscach przetrzymywania. RSHA wzięła odpowiedzialność za deportacje i rozkłady jazdy pociągów. Ustalono, że 3 tys. Żydów na dobę będzie wysyłanych do Auschwitz. Kaltenbrunner wspierał Eichmanna, podzielając jego radykalne poglądy. Cała mniejszość żydowska miała być deportowana, poczynając od wschodnich prowincji Węgier. Transporty odbywały się regularnie – w wagonach bydlęcych i bez względu na stan zdrowia, wiek i płeć deportowanych. Na procesie Eichmann stwierdził, że to Węgrzy byli odpowiedzialni za stan i warunki transportów. On nic nie wiedział o tym, że chorzy byli w transportach. Kaltenbrunner nalegał, by transporty odbyły się szybko. Eichmannowi było to na rękę. Dzięki jego doświadczeniu nie doszło do powstania, jakie miało miejsce w czasie likwidacji warszawskiego getta. Kluczowa była współpraca Węgrów, którzy – podobnie jak Słowacy – z chęcią pozbyli się swych Żydów. Eichmann nie doświadczał żadnych przeszkód, jakie miały miejsce we Włoszech lub Francji Vichy w ostatnich latach wojny.
Niemiecko-węgierska delegacja odwiedziła getta na prowincji, m.in. Koszyce. Panowały nieludzkie warunki – żywność była dostarczana nieregularnie, najczęściej w postaci wodnistego gulaszu, brakowało lekarstw, świeżej wody, urządzeń sanitarnych... RSHA, MSZ i Kommando Eichmanna gładko współpracowali z węgierską żandarmerią i wyzyskali ich pełną i gorliwą pomoc. Żydzi z Budapesztu mieli być transportowani jako ostatni. Byli oni potencjalnym źródłem oporu.
Polityka dejudaizacji Rzeszy nie miała w statucie sprowadzania węgierskich Żydów do fabryk na jej terenie. Oznaczało to, że ofiary będą transportowane do obozu koncentracyjnego Auschwitz-Birkenau. Fritz Sauckel i Oswald Pohl zdecydowali, że do niewolniczej pracy będą przysyłane całe społeczności – nie tylko mężczyźni. Kobiety także miały pracować dla przemysłu ciężkiego. Franz Novak ustalił z władzami węgierskimi szczegóły transportów. Miały odbywać się 4 transporty na dobę, wiozące w sumie 12 tys. ludzi. Trasa obejmowała Preszów, Tarnów, Kraków, z miejscem docelowym w KL Auschwitz-Birkenau. Każde getto otrzymało termin odprawy (załadunku). Komendant Auschwitz – Höß po konsultacjach z Eichmannem specjalnie przygotował obóz. Dobudowano krematoria IV i V. Zwiększono Sondernkommando (obsługę krematoriów) czterokrotnie. Powstała specjalna linia kolejowa, wiodąca pociągi bezpośrednio na rampę niedaleko miejsca uśmiercania.
29 kwietnia 1944 trzy pociągi z obozu przejściowego Kistarcsa skierowano do GG. 15 maja więźniowie ze stref I i II – z gett w Koszycach, Ungvaru (Użhorodu) i Munkacs zaczęli być transportowani. Podróż trwała 3 dni i była zorganizowana sposób typowy dla Eichmanna. Nawet woda nie była dostarczana.
| Data                | Strefa                 | Liczba pociągów | Liczba ofiar |
| ------------------- | ---------------------- | --------------- | ------------ |
| 15 maja – 7 czerwca | I i II                 | 92              | 289 000      |
| 11–16 czerwca       | III                    | 23              | 59 000       |
| 25–28 czerwca       | IV                     | 14              | 41 500       |
| 4–8 lipca           | V i okolice Budapesztu | 18              | 55 000       |

Ogólnie – według wyliczeń – 437 403 węgierskich Żydów zostało deportowanych do Auschwitz-Birkenau. 25–30% z nich zostało skierowanych do robót. Reszta – czyli minimum 306 tys. – została uśmiercona w komorach gazowych w ciągu paru godzin od momentu przyjazdu. Eberhard von Thadden z MSZ zachowywał milczenie na temat tego, co się stało z 70–75% Żydów, uznanych za niezdolnych do pracy.
Joel Brand (Żyd urodzony w Siedmiogrodzie), jako prezes Komitetu Ratunku i Wyzwolenia (RRC), próbował przekupić Wisliceny’ego. Znał jego nawyki i widział, jaki los szykował jego zwierzchnik dla Żydów. Przekazał mu 169 tys. dolarów amerykańskich, by ten złagodził prawa antyżydowskie lub zgodził się na emigrację do Palestyny. Wisliceny podlegał Eichmannowi, a ten – Kurtowi Becherowi. Eichmann rozpoczął negocjacje z RRC. Zaoferował Brandowi uwolnienie miliona Żydów za dobra – ciężarówki przystosowane do warunków zimowych i wypełnione trudno dostępnym mydłem, kawą lub czekoladą.
Brand zdecydował się udać do swych ziomków – do Turcji. Eichmann zapewnił go, że jak tylko umowa zostanie podpisana, 100 tys. Żydów zostanie transportowanych do granicy dowolnego państwa. Żona Branda i jej dzieci zostały zatrzymane w Hotelu Majestic jako gwaranci umowy.
Eichmann obiecał mu, że zmiecie instalacje (krematoria) z Auschwitz. Gdy Brand podróżował do Stambułu, Eichmann dyskutował z Hößem efektywność nowych krematoriów. Joel Brand poinformował o propozycji Moszego Szareta, który przebywał w Palestynie, a ten z kolei: Dawida Ben Guriona. Władze angielskie widziały w ofercie rozbicie koalicji antyhitlerowskiej. Problemem dla rządu było także miejsce ulokowania tak wielkiej masy ludzi. 13 lipca Brytyjczycy zdecydowali się zerwać negocjacje. ZSRR był przeciwny jakimkolwiek rozmowom z III Rzeszą. Nie jest ustalone, jak SS spożytkowało miliony franków szwajcarskich oraz walizki ze złotem i diamentami, które zostały przekazane Kurtowi Becherowi. Brand został aresztowany, jak tylko przybył na terytorium brytyjskiej Syrii.
Eichmann działał bez względu na informacje o negocjacjach. Żaden szczegół uprzednio nakreślonego planu nie został zmieniony. W Budapeszcie Hansi Brand i Rezső Kasztner starali się zmienić decyzje Eichmanna, ale czas wyraźnie działał na ich niekorzyść. Kasztner poprzez duże łapówki na rzecz RSHA zdołał wymóc, by 1684 osoby posiadające palestyńskie certyfikaty zostały przydzielone do specjalnego pociągu. 30 czerwca pociąg wyruszył do... KL Bergen-Belsen – obozu dla uprzywilejowanych. W grudniu większość z pasażerów „pociągu Kasztnera” dostała się na terytorium Szwajcarii. Był to jedyny sukces pary Kasztner-Brand. Eichmann przez cały czas wyraźnie ich zwodził i przyjął z ulgą fiasko misji Joela Branda.
Eichmann był usatysfakcjonowany faktem, że jego rywale: Becher i Clages nie zdołali doprowadzić negocjacji do końca. Rozwiązywanie kwestii żydowskiej – to była jego domena. Od połowy maja do połowy lipca miał wiele okazji, by znów uruchomić przymusową emigrację Żydów poza terytorium okupowane, zwłaszcza że Himmler – w przededniu klęski Rzeszy – nakreślił nową linię polityki wobec Żydów. Prawdziwą przyczyną planu: Krew za dobra, dotyczącego wymiany miliona ludzi za 10 tys. ciężarówek, był sukces jego rywala – Kurta Bechera – w przejęciu majątku żydowskiej rodziny Manfred-Weiss. To mocno dotknęło Eichmanna i skłoniło do zwodniczego planu wymiany, bazującego na negocjacjach z Żydami, co było całkowicie przeciwne jego naturze.
W ciągu doby w GG było uśmiercanych 12 tys. Żydów węgierskich. Kasztner poprzez łapówkę dla SS w wysokości 5 mln franków szwajcarskich skłonił Eichmanna do skierowania transportów liczących 30 tys. Żydów do Austrii. W rzeczywistości było to zamierzeniem Eichmanna bez przekupstwa. Burmistrz Wiednia, kolega Ernsta Kaltenbrunnera, potrzebował niewolniczej siły roboczej dla przemysłu zbrojeniowego. Pomiędzy 25–28 czerwca 18–20 tys. węgierskich Żydów skierowanych zostało do Wiednia i obozu koncentracyjnego Strasshof, gdzie większość przetrwała wojnę.
Nadeszła kolej na budapeszteńskich Żydów. Na arenie międzynarodowej zaczęły narastać protesty potępiające akcję eksterminacyjną. Głosy sprzeciwu wnieśli: papież Pius XII, prezydent USA – Franklin Delano Roosevelt i król Szwecji. Regent Węgier – Horthy, myślał o zerwaniu sojuszu z Rzeszą. Było jasne, że wojna została przez Niemcy przegrana. Horthy zdymisjonował Baky’ego i Endrego. 9 lipca deportacje – na pewien czas – ustały. To rozjuszyło Hitlera, który ostro skrytykował ambasadora Veesenmayera. 12 lipca – w czasie trwania impasu – Eichmann wysłał grupę SD-mannów do obozu w podbudapeszteńskiej Kistarcsy. Zaaranżował pociąg dla przetrzymywanych tam więźniów politycznych.
Radzie żydowskiej i Węgrom udało się zawrócić pociąg. Mimo tego i wbrew decyzji rządu węgierskiego Eichmannowi udało się deportować – z obozów Sarvar i Kistarcsa – około 3 tys. wrogów Rzeszy.
Nieudany zamach na Hitlera nic na Węgrzech nie zmienił. Wkrótce po tym Horthy zezwolił 40 tys. Żydom na emigrację do Palestyny lub do innych krajów. Eichmann grał na czas, zwlekał. Nie było trudno zapobiec emigracji. Eichmann czuł się panem sytuacji. Wiedział, że zawsze mógł liczyć na wsparcie innych, wysoko postawionych, radykalnych działaczy z RSHA – głównie Kaltenbrunnera i Müllera.
Eichmann czuł, że jego pozycja była silna, także dzięki wsparciu z samego Budapesztu. Wszystko było gotowe na deportację Żydów ze stolicy (150–200 tys.). Himmler wstrzymał decyzję, co zepsuło Eichmannowi humor do reszty. Zażądał natychmiast nowego przydziału. Nieznośne dla Eichmanna były działania Kurta Bechera, który w geście dobrej woli zezwolił 318 Żydom z KL Bergen-Belsen przekroczyć granicę szwajcarską. Becher – zaufany Himmlera – wznowił emigrację do Palestyny, co dotychczas przysługiwało „na wyłączność” Eichmannowi, który teraz zaczął przejawiać symptomy moralnego upadku. Używał życia; dużo pił i palił, był bardzo popularny wśród oficjeli węgierskich, romansował na boku, jeździł konno, mógł używać amfibii z nieograniczonym limitem paliwa. Jego głównym kompanem był László Endre. Pozycja pana życia i śmierci zwichnęła mu charakter.
W tym czasie dowódca Sipo–SD (tajnej policji SD) Hans Geschke, potrzebował grupy wojskowych, by ewakuować 10 tys. Volksdeutschów z pogranicza rumuńsko-węgierskiego, których gospodarstwa były na drodze zbliżającej się Armii Czerwonej. Kommando Eichmanna było pod ręką. Niedoświadczony Eichmann poprowadził pół kompanii Waffen-SS z paroma działami. Szukał śmierci, bo czerwonoarmiści rozstrzeliwali na miejscu oficerów SS. Chłopi – etniczni Niemcy – odmówili opuszczenia majątków. Po kilku dniach oddział Eichmanna powrócił do bazy. Dowódca został odznaczony Krzyżem Żelaznym drugiej klasy.
28 września załoga Eichmanna została zwolniona z posterunku – oddelegowana do domów. Pozostali oni jeszcze tydzień w Budapeszcie. Prohitlerowski Ferenc Szálasi wraz z jednostkami SS dokonał zamachu stanu. Regent Horthy został wzięty jako zakładnik. Eichmann wymógł na Szálasim odstępstwo 50 tys. Żydów dla specjalnego projektu, budowy podziemnej fabryki „Jägerprojekt”. W sytuacji, gdy linie kolejowe były zniszczone bombardowaniem, mieli oni przemaszerować dystans ponad 200 km dzielący Budapeszt i Wiedeń. Eichmann powrót do pracy przyjął z dużą satysfakcją – był w swoim żywiole. 29 października sowiecka artyleria zaczęła ostrzeliwać Budapeszt. Obrona węgiersko-niemiecka została skonsolidowana. Dwa miesiące później pętla okrążenia została zamknięta. Członkowie pronazistowskiej węgierskiej milicji (Strzałokrzyżowców) dopuszczali się przestępstw na cywilnej ludności żydowskiej (m.in.: wielu zrzucono z mostów do Dunaju). Pomiędzy 20–26 października 35 tys. Żydów zostało wysłanych na front do prac fortyfikacyjnych. W listopadzie rząd wyselekcjonował grupę 25 tys. Żydów, którzy wyruszyli pieszo z Budapesztu na północ. Słabi i starsi byli dobijani w rowach przez węgierskich strażników.
MSZ uważało, że marsze mają sens; nie wyraziło sprzeciwu. W tym czasie grupa wyższych oficerów SS (m.in. SS-Obergruppenführer Hans Jüttner, SS-Obersturmbannführer Rudolf Höß i inni) miała okazję widzieć marsze. Zaprotestowali oni w Budapeszcie przeciwko marnowaniu zasobów (niewolniczej siły roboczej). Ostro skrytykowali Eichmnanna, który nie dbał o ich opinię, będąc w terenie. Wstrzymali marsze. Gdy Eichmann powrócił do stolicy – wznowił marsze. Zrozumiał jednak uwagę o marnowaniu zasobów. Wycofał z marszów starszych, kobiety i chorych.
Eichmann z powodu marszów popadł w konflikt ze szwedzkim konsulatem w Budapeszcie. Szwedzkie poselstwo zajmowało się ratowaniem straceńców, tworząc azyle i zapewniając im dokumenty zwalniające z katorgi. Eichmann wysłał Danneckera z oddziałem węgierskiej policji, by szukali w azylach Żydów ze sfałszowanymi dokumentami.
Ambasador Veesenmayer poparł Eichmanna – szwedzkie poselstwo szkodziło ekonomicznym interesom Rzeszy. Mimo przegranej wojny Eichmann do końca spełniał swą misję. Narastał konflikt Eichmanna z Becherem. Himmler, który teraz optował za łagodnym traktowaniem Żydów, wezwał ich obu do Schwarzwaldu. Udzielił reprymendy Eichmannowi i... na tym poprzestał. Szefowie Gestapo i RSHA popierali Eichmanna i Reichsführer-SS o tym wiedział. Po rekomendacji Bechera, Himmler odznaczył Eichmanna Wojennym Krzyżem Zasługi pierwszej klasy z mieczami.
Eichmann popadł w rozstrój nerwowy, stał się nieznośny, dużo pił, krzyczał na swych własnych protegowanych, przestał się uśmiechać i śmiać. Rozważał przeszłe dokonania w swym umyśle.
Gdy Eichmann powrócił do Budapesztu, Armia Czerwona zamykała pętlę. Nie było mowy o wysyłaniu w marszach kolejnych Żydów. Eichmann odesłał wszystkich swych podwładnych poza Budapeszt. Od sierpnia 1944 Eichmann przejawiał oznaki strachu. Nakazał fortyfikowanie swej willi w Budapeszcie. W samochodzie woził niewielki arsenał.
Kaltenbrunner nakazał mu opuszczenie Budapesztu w Wigilię 1944 na parę godzin przed wkroczeniem czerwonoarmistów. Eichmann i jego szofer pod silnym ostrzałem artyleryjskim kierowali się do Sopron na granicy austriacko-węgierskiej, a później do Berlina, gdzie Eichmann odnalazł zbombardowaną kwaterę Gestapo. Elita z RSHA kwaterowała przy 116 Kurfürstenstraße. SS-manni planowali ucieczki, sporządzano fałszywe dokumenty. Eichmann fortyfikował swe biuro i zamierzał podjąć działania partyzanckie. Likwidował dokumenty. Wysłał je do Terezina, gdzie zostały spalone. Zacierał ślady Ostatecznego rozwiązania. Badał profilaktycznie, ile więźniarki KL Ravensbrück wiedziały o jego osobistym wkładzie w organizację ludobójstwa. Prawdopodobnie wydał rozkaz rozstrzelania, w razie nadejścia Armii Czerwonej, 17,5 tys. Żydów z Terezina. Wiele dawała do myślenia liczba urn z prochami, które się tam znajdowały.
Gdy wrócił do Berlina, wygłosił pożegnalne przemówienie dla załogi z puentą o jego spokoju sumienia i o fakcie, że mógł z uśmiechem na twarzy i z uczuciem nadzwyczajnej satysfakcji położyć się do grobu wiedząc, że 5,5 miliona wrogów Rzeszy zostało usuniętych przy jego udziale.
Eichmann chciał zginąć bohatersko w Berlinie. Udał się w drogę, gdy Himmler rozkazał mu ewakuację 1000 wpływowych Żydów z Terezina i przetrzymywanie ich jako zakładników. Miał okazję odwiedzić rodzinę ewakuowaną do Altaussee. Chaos i bombardowania nasilały się. Nie było możliwości porozumienia się z Pragą ani z Berlinem. Kiedy dowiedział się, że Kaltenbrunner jest w Austrii, zapragnął ostatni raz stanąć do raportu. W czasie drogi bomba zniszczyła mu auto. Pijany szef RSHA nakazał mu przejście do walki partyzanckiej. W rejonie było dużo SD-mannów. Eichmann zebrał oddział zawierający także nazistów rumuńskich. SS-Obersturmbannführer Otto Skorzeny zdobył amunicję i pojazdy. Skryli się w górskich chatach. Tam zastał ich posłaniec od Himmlera z rozkazem, by nie strzelać do Amerykanów lub Brytyjczyków. Eichmann utrzymywał swe personalia w tajemnicy.

## Od roku 1945 do uprowadzenia w Argentynie
W dniu kapitulacji III Rzeszy Eichmann znajdował się w Austrii. Umieścił swą żonę z dziećmi w alpejskim kurorcie Altaussee, gdzie wielu esesmannów ulokowało swe rodziny. Rozstał się z kamratami-niedobitkami, m.in. z Horią Simą i udał do Niemiec, ze swym adiutantem SS-Sturmbannführerem Rudolfem Jänischem. Przebrali się początkowo w mundury Luftwaffe. Amerykański patrol zatrzymał ich niedaleko Ulm. Eichmann doszedł do wniosku, że tatuaż pod jego lewym ramieniem zdradzi go jako członka SS i zrezygnował z roli lotnika. Zdegradował się do pozycji SS-Untersturmführera Eckmanna (celowa zbieżność nazwisk), z dywizji kawalerii SS (SS-Reiter), urodzonego we Wrocławiu. Osadzony został w Weiden (Górny Palatynat). Przebywał tam od maja do sierpnia 1945 roku. Został przeniesiony do obozu dla jeńców wojennych we Frankonii, gdzie przebywał do stycznia 1946. Obawiał się zdemaskowania. Kilkakrotnie był przesłuchiwany. Rozstał się z adiutantem. Myślał o samobójstwie. Byli więźniowie lagrów często odwiedzali więzienia, szukając swych katów. Gdy kryzys minął, zgłosił się do starszych oficerów SS. Zamierzał uciekać, początkowo do Palestyny, pod skrzydła swego byłego rozmówcy, wielkiego muftiego Jerozolimy.
Otrzymał fałszywe dokumenty i w lutym 1946 uciekł ze słabo strzeżonego amerykańskiego obozu. Skierował się do Prienu, gdzie spotkał siostrę jednego z SS-mannów-więźniów. Udając małżeństwo, wędrowali na północ – do Hamburga w brytyjskiej strefie okupacyjnej. Eichmann porzucił wkrótce miasto, by znaleźć spokój w Eversen niedaleko Bremy. Region był zalesiony i słabo zaludniony. Na miejscu widział się z bratem jednego z SS-manów z obozu amerykańskiego. Podjął pracę jako drwal. Oszczędzał pieniądze. Spółka zbankrutowała i Eichmann musiał poszukać nowego zajęcia. Kupił fermę kurczaków w tej samej okolicy. Brytyjska strefa okupacyjna była bezpieczniejsza dla byłych SS-manów. Władze okupacyjne nie były zbyt liczne. Trwał proces w Norymberdze. Byli podwładni i przełożeni denuncjowali Eichmanna, często przypisując mu więcej zbrodni niż popełnił, byli to m.in. SS-Obersturmbannführer Rudolf Höß (były komendant obozu koncentracyjnego Auschwitz-Birkenau) i SS-Hauptsturmführer Dieter Wisliceny. Wyszła także na jaw ucieczka Eichmanna z amerykańskiej strefy okupacyjnej. Gazety rozpisywały się o nim. W 1950 rzucił fermę i rozgłaszał, że udaje się do Skandynawii do prac inżynieryjnych.
Jak tysiące innych nazistów postanowił uciec do Argentyny Juana Peróna korzystając z pomocy kleru katolickiego. Biskup Alois Hudal z Włoch zainspirował i zajął się częścią praktyczną pomocy. Współpracował on z argentyńskim kardynałem Antoniem Caggiano, rezydującym w Rosario. Ambasady argentyńskie wystawiały fałszywe dokumenty, na podstawie których Czerwony Krzyż wydawał tymczasowe dokumenty uprawniające do wyjazdu za granicę. Karta podróży przedłożona w konsulacie powodowała wystawienie fałszywej wizy i tymczasowego paszportu. Po przyjeździe do Argentyny uciekinier otrzymywał stały dowód osobisty (hiszp. cédula) pod fikcyjnym nazwiskiem.
O Eichmannie wciąż było bardzo głośno w mediach. W czasie podróży na południe Eichmann otrzymywał schronienie i strawę w klasztorach, m.in.: franciszkańskich i Zgromadzenia św. Rafała z Bawarii. Porozumienie określone poprzez Pontyfikalną Komisję Wspierającą zaowocowało wydaniem ponad 5 tys. wiz argentyńskich (obecnie Argentyna przyznaje się do przyjęcia na swoje terytorium w latach powojennych kilkudziesięciu tysięcy byłych „żołnierzy” II wojny światowej) dla osób podejrzanych o zbrodnie wojenne lub o kolaborację z nazistami. Objęło ono swym zasięgiem także inne regiony, gdzie dominował Kościół katolicki: Chorwację, Francję Vichy i Słowację.
Ze stałą asekuracją podwładnych biskupa Eichmann otrzymał wizę argentyńską w Genui. Opuścił port w czerwcu 1950 z paroma innymi weteranami z SS. Nie przywiózł ze sobą większych pieniędzy, pomimo że SD w czasie wojny dysponowała majątkami przesiedlonych Żydów. Eichmann nie brał łapówek w przeciwieństwie do innych SS-manów jak Dieter Wisliceny.
Przybył do Buenos Aires w lipcu 1950 roku i legitymował się jako Ricardo Klement. Na miejscu połączył się z bractwem z SS. Ulokowali go w mieszkaniu. Otrzymał dowód osobisty od policji Buenos Aires. Carlos Fuldner zatrudnił go w swej firmie budowlanej Capri w prowincji Tucumán i Santiago del Estero. Zamieszkał w małej, górskiej wiosce. Dla Capri pracował od sierpnia 1950 do kwietnia 1953. Spotkał tam innych nazistów (m.in. Gauleitera Styrii), jeździł konno, wracały wspomnienia z młodości z Mühlviertel w Austrii.
W 1950 napisał do żony, dając jej znać, że jest w Argentynie. W 1945 na przesłuchaniu Veronika stwierdziła, że się rozwiodła z mężem. By uzyskać dokumenty podróży i wizę, zgłosiła się do władz austriackich, by te uznały jej męża (z którym była „rozwiedziona”) za zmarłego. Grupy wolontariuszy, głównie Żydów, współpracowały ze służbami specjalnymi, wciąż poszukując byłych zbrodniarzy. Szymon Wiesenthal, urodzony w Polsce detektyw-tropiciel nazistów, był zaangażowany w sprawę. Zrozumiał, że miała ona pewność, że jej mąż żył i że planowała ucieczkę, bez podejrzeń ze strony władz austriackich. Veronika Eichmann, pod panieńskim nazwiskiem Liebl, opuściła nagle apartament w Altaussee i Europę.
W 1951 Veronika Liebl i trójka jej dzieci przybyli do Buenos Aires. Tam czekał na nich „wujek Ricardo”. Żadne z dzieci nie poznało ojca. Rzadko go widywały, także w czasie wojny. Udali się do wynajętego domu w prowincji Tucumán. Dzieci lubiły górzysty region. Jeździły konno i dowiedziały się, że „wujek Ricardo” był ich ojcem – oficerem Wehrmachtu. W 1953 roku przeprowadzili się do Buenos Aires. Ricardo Klement próbował, bez sukcesu, uruchomić kilka przedsiębiorstw. W 1959 roku podjął pracę jako mechanik-spawacz w fabryce Mercedes-Benz. Pracowało tam także wielu innych byłych SS-manów. W 1953 Veronika urodziła czwartego syna – Ricardo Francisco. Dzieci zachowały nazwisko ojca. Ojciec, który jako SS-mann żył w ostrych karbach dyscypliny, uważał, że poświęcały za dużo czasu na przyjemności. W domu nie mówiło się o polityce.
Eichmann spotykał „starych znajomych”. SS-Obersturmbannführer Otto Skorzeny przedstawił go holenderskiemu dziennikarzowi-naziście Willemowi Sassenowi, a ten z kolei dr. Josefowi Mengelemu. „Doktor” po starej znajomości zaproponował Eichmannowi darmowe badanie medyczne. Eichmann odrzucił propozycje anioła śmierci z KL Birkenau. Sassen zaoferował Eichmannowi płatne sesje nagraniowe, w których SS-mann wybieliłby elitę III Rzeszy, zwłaszcza Hitlera. Eichmann zgodził się. Zdawał szczegółowe relacje, często pod wpływem alkoholu. Zwierzał się ze skrytych detali i swojej roli w Ostatecznym Rozwiązaniu Kwestii Żydowskiej.
Powstało 67 rolek taśm, prawie 700 stron maszynopisu, plus 80 stron osobistych komentarzy Eichmanna (były one później dowodem na jego procesie w Izraelu). Eichmann nie był zadowolony z większości nagrań. Próbował zdać relację jeszcze raz, samemu i pisemnie. Za pieniądze od Sassena kupił ziemię w dzielnicy Bancalari i z synami zaczął budować dom. Okolica była słabo zaludniona.
W 1956 syn Eichmanna – Klaus spotykał się z córką niewidomego żydowskiego uchodźcy z III Rzeszy z lat 30. W ich domu wyrażał on opinie typu: Niemcy powinni byli dokończyć eksterminację Żydów. Ujawnił także, że jego ojciec był oficerem w niemieckiej armii. Nazwisko Eichmanna pojawiło się w lokalnej prasie. Gazety pisały o procesie zbrodniarzy wojennych we Frankfurcie. Ojciec dziewczyny połączył elementy układanki. Klaus był synem podpułkownika SS – Adolfa Eichmanna. Wysłał list do Niemiec, wciąż pełnych byłych funkcjonariuszy i urzędników nazistowskich. List trafił do Żyda: prokuratora generalnego Hesji – Fritza Bauera, który poinformował służby specjalne państwa Izrael. Isser Harel, szef Mosadu, wysłał swego wywiadowcę, by ten sprawdził informację na miejscu, w Buenos Aires. Agent nie znał ostatniego adresu Eichmanna z dzielnicy Bancalari. Wrócił z niczym i sprawa przycichła do 1958.
Szymon Wiesenthal nie dawał za wygraną. W gazecie lokalnej w Altaussee pojawiły się kondolencje dla Veroniki Eichmann, która potajemnie opuściła kraj w 1951. Wyciągnął z tego wniosek, że Veronika żyła i utrzymywała kontakt z rodziną w Austrii. Wiesenthal wysłał agenta do matki Veroniki, która wyjawiła, że jej córka była żoną Ricardo Klementa. Wiesenthal skontaktował się z Bauerem, a ten – przy pomocy aparatu państwowego – odkrył losy Eichmanna w latach powojennych na terenie Niemiec i w Ameryce Południowej.
Bauer poinformował premiera Izraela Dawida Ben Guriona. Ten uruchomił Mosad ponownie. Agent wysłany do Argentyny znalazł nowy dom Eichmanna. Wykonał zdjęcia Adolfa pracującego w ogródku domowym. Wrócił natychmiast do Izraela. Mosad zaryzykował akcję. Grupa wysłana do Bancalari porwała Eichmanna, gdy ten po opuszczeniu autobusu szedł w stronę swego ustronnego domu. Agenci przetrzymywali Eichmanna osiem dni, w specjalnie przygotowanym miejscu. Skonfrontowali jego numery członkowskie SS i partii nazistowskiej. Gdy samolot linii El Al, wiozący izraelskich dyplomatów, był gotowy, agenci przemycili w nim odurzonego narkotykami Eichmanna. Samolot wylądował w Izraelu 22 maja 1960 roku.
Kilka dni po zniknięciu ojca dzieci i żona podniosły alarm. Zdały sobie sprawę, że został porwany przez kogoś, kto znał jego prawdziwe personalia. Nie poinformowały władz argentyńskich, ale szukały ojca poprzez sieć nazistowskich emigrantów. David Ben Gurion skonfrontował Eichmanna z Beno Kohenem, urzędnikiem emigracyjnym sprzed wojny, który potwierdził jego tożsamość. Prezydent podał mediom informacje o aresztowaniu. Eichmann miał być sądzony w Izraelu, na podstawie Kodeksu karnego z 1950 r. dla nazistów i ich kolaborantów. Informacja obiegła cały świat.

## Proces i egzekucja
Zasugerowano, aby wydzielić z tego artykułu fragmenty do artykułu Proces Adolfa Eichmanna.  (dyskusja)

### Zbieranie dokumentacji
Tuż po przybyciu do Izraela Eichmann został umieszczony w celi, w której spędził kolejnych dziewięć miesięcy. Znajdował się pod stałą obserwacją. Zostały podjęte specjalne środki, by nie popełnił samobójstwa. Wybrano strażników, których rodziny nie ucierpiały wskutek działań III Rzeszy. Lekarz badał Eichmanna dwa razy na dobę. Eichmann wyraził wolę zeznawania, ale jego zeznania były w części kłamliwe, a znaczna część prawdy została zatarta lub niewypowiedziana.
Porwanie Eichmanna wywołało konflikt dyplomatyczny pomiędzy Izraelem i Argentyną oraz dyskusje na forum ONZ. W samej Argentynie mniejszość żydowska była narażona na ataki nazistów-weteranów i ich sympatyków. Dawid Ben Gurion wziął na siebie odpowiedzialność za zawirowania na arenie międzynarodowej oraz odpowiedzialność za prawo do sądzenia i ukarania Eichmanna na terenie młodego państwa.
Rozpoczęło się przesłuchanie Eichmanna, które odbywało się w miejscu odosobnienia znajdującym się niedaleko Hajfy, w północnym regionie kraju. Głównym śledczym został Awner W. Less, niemiecki Żyd, który przybył do Palestyny w 1938. Eichmann codziennie pedantycznie czyścił swą celę.
Otrzymywał nieograniczoną liczbę papierosów po tym, jak Less zauważył, że ułatwiają mu one zeznania. Przesłuchaniem Eichmanna zajmowała się specjalna jednostka policji – Biuro 06. Liczyło ono 30 niemieckojęzycznych śledczych pod nadzorem Awrahama Zellingera. Przesłuchanie rozpoczęło się 29 maja 1960. W czerwcu Eichmann wręczył Lessowi swój „pamiętnik”, podobny do tego, który spreparował dla Sassena. Eichmann chciał zeznawać.
Początkowe zdenerwowanie i wyraźny przestrach Eichmanna ustąpiły. Wkrótce po tym, jak tylko poczuł się pewnie, zaczął gmatwać swe relacje. Wraz z Lessem omówił i skomentował ok. 400 dokumentów. Przy czytaniu pamiętnika Hößa Eichmannowi wyraźnie trzęsły się ręce. Główną linią obrony więźnia był fakt, że on sam był drobnym trybikiem w gigantycznej maszynie. Twierdził także, że bezwzględnie musiał słuchać rozkazów. Eichmann zaprzeczał wielu faktom, część z nich nie mogła go obciążać, ale jego zaprzeczania czynom jawnie potwierdzonym nie czyniły go wiarygodnym.
Na obrońcę przydzielono mu dr. Roberta Servatiusa, prawnika z Kolonii o poglądach konserwatywno-nacjonalistycznych, byłego żołnierza Wehrmachtu. Nie identyfikował się on z ideami narodowosocjalistycznymi. W procesie norymberskim był obrońcą m.in.: Fritza Sauckela i dr. Karla Brandta – twórcy „projektu Eutanazja”.
Część gaży dla Servatiusa i jego asystenta Dietera Wechtenbrucha zapłacił rząd RFN. Eichmann był bardzo usatysfakcjonowany wyborem jurystów izraelskich.
Większa część obrony miała się zasadzać na świadkach – w większości będących byłymi nazistami lub członkami organizacji przestępczych. Biuro 06 czekało trudne zadanie ze względu na niekompletną dokumentację i małą wiedzę śledczych o Holokauście. Zellinger podróżował po świecie, by uzyskać jak najwięcej materiałów. Głównym źródłem było archiwum Jad Waszem i dokumentacja sądowa z Procesu norymberskiego. Oskarżenie nie mogło liczyć na pomoc ani Rosjan, ani Brytyjczyków, którzy nie udostępnili swych tajnych archiwów.

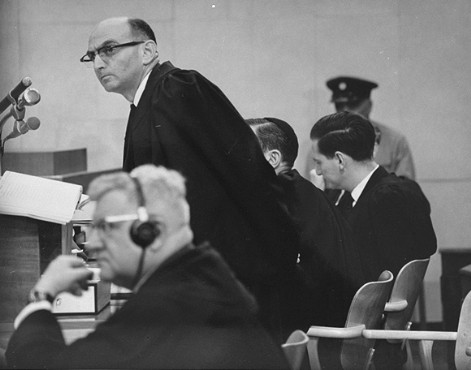
Gidon Hausner (stoi) – główny oskarżyciel, na pierwszym planie Robert Servatius, obrońca Adolfa Eichmanna

Głównym oskarżycielem był Gidon Hausner, prokurator generalny Izraela. Urodzony we Lwowie w 1915, wraz z całą rodziną przybył do Palestyny w 1937 r. Jego ojciec był aktywnym syjonistą i polskim politykiem. Syn poszedł w jego ślady.
Hausner nie był zadowolony z wyników pracy Biura 06. Nie wystarczały mu dane, jak departament Eichmanna był zorganizowany i jak oficjalnie przebiegał proces eksterminacji. Chciał mieć jako świadków głównie więźniów obozów i gett.
Hausner ze względu na presję, by proces odbył się szybko i przesłuchanie było ograniczone do kilku miesięcy, skorzystał z pomocy Gawri’ela Bacha i Ja’akowa Bar-Ora, młodych żydowskich prawników. Skorzystał także z rad dr. Ja’akowa Robinsona, eksperta prawa międzynarodowego. Hausner chciał oprzeć rdzeń oskarżenia na zbrodniach nazistów dokonanych na wschodzie Europy, zwłaszcza w Polsce i ZSRR, ale nie miał zbyt wielu poszlak związanych z tym tematem. Sprawa miała się toczyć przed Sądem Okręgowym w Jerozolimie. Akt oskarżenia został dostarczony do sądu 2 lutego 1961. Eichmann odpowiadał za czyny karalne z Kodeksu (Karnego) z 1950 r. dla nazistów i ich kolaborantów.

### Akt oskarżenia
źródło
1-4. Zbrodnie przeciwko ludności żydowskiej
- Oskarżenie, że w latach 1939–1945, wspólnie z innymi, przyczynił się do śmierci milionów Żydów jako osoba, która była odpowiedzialna za wdrażanie planu nazistów o fizycznym wyniszczeniu Żydów znanego pod nazwą Ostateczne Rozwiązanie Kwestii Żydowskiej.
Oskarżenie (o czynności prawdopodobnie popełnione), że wraz z innymi z sekcji IVB4 w Głównym Urzędzie Bezpieczeństwa Rzeszy i z osobami z nimi powiązanymi wydawał polecenia służące zniszczeniu Żydów w Niemczech, państwach Osi i okupowanych terytoriach, włączając w nie rozkazy uśmiercania Żydów w obozach koncentracyjnych.
Oskarżenie, opierające się na przypuszczeniu, że Eichmann polecił komendantom obozów koncentracyjnych (Auschwitz i innym) użycie cyklonu B i zadbał o regularne dostawy gazu do obozu.
Oskarżenie o to, że bezpośrednio po zajęciu Polski, koordynował akcję wysiedleńczą i eksterminacyjną.
Oskarżenie o odpowiedzialność za działalność Einsatzgruppen w Rosji w 1941 i śmierć Żydów deportowanych do gett na wschodzie, jak i zniszczenie pewnych żydowskich społeczności.
Oskarżenie o śmierć setek tysięcy Żydów w obozach pracy przymusowej, gettach, obozach przejściowych w każdym kraju, który objęła operacja Ostatecznego Rozwiązania.
Oskarżenie o osobisty wkład w wymordowanie około pół miliona Żydów węgierskich.
Wszystko to zostało przedsięwzięte z intencją starcia z powierzchni ziemi narodu żydowskiego.
- Oskarżenie o pozbawienie milionów Żydów podstawowych warunków egzystencji, aby doprowadzić ich do fizycznej zagłady poprzez kasację elementarnych praw, skupienie w gettach i późniejsze deportacje w niehumanitarnych warunkach.
- Oskarżenie o działanie na szkodę milionów Żydów w czasie rządów nazistów poprzez zmuszanie ich do niewolniczej pracy, głodzenie, masowe aresztowania, pobicia i bojkot ekonomiczny – wszystko w celu eksterminowania ludności żydowskiej.
- Oskarżenie o zmuszanie do sterylizacji i aborcji ludności żydowskiej w różnych miejscach i warunkach, włączając w to działania w Terezinie, od 1942.

5-7. Zbrodnie przeciwko ludzkości
- Oskarżenie o zabójstwa, ludobójstwo drogą pozbawiania wszelkich praw, głodzenia i wysiedlania żydowskiej ludności cywilnej.
- Oskarżenie o prześladowania Żydów ze względu na ich narodowość, rasę i religię.
- Oskarżenie o szczególne czynności takie jak: okradanie, wywłaszczanie i plądrowanie majątków Żydów.

8. Zbrodnie wojenne przeciwko Żydom
9-12. Zbrodnie przeciwko innym narodowościom
- Oskarżenie o zbrodnię przeciwko ludzkości polegającą na deportacji w latach 1940–1942 w nieludzkich warunkach ok. 500 tys. Polaków i wyzyskiwanie ich w pracy w warunkach niewoli, przymusu i terroru na terenie Niemiec oraz na terytoriach okupowanych w tym w obozach pracy zorganizowanych przez SS, gdzie były nieludzkie warunki oraz przymusową germanizację niektórych, a także wprowadzenie niemieckich osadników do pozostawionych przez nich domów[117].
- Oskarżenie o deportację 14 tys. Słoweńców.
- Oskarżenie o skupianie w gettach dziesiątków tysięcy Cyganów i o ich późniejsze deportacje i wymordowanie ich.
- Oskarżenie o deportację stu dzieci z czeskiej wsi Lidice do Polski, gdzie zostały one zabite decyzją Gestapo, do którego należał oskarżony.

13-15. Przynależność do zbrodniczych organizacji
- członkostwo w SS.
- członkostwo w SD.
- członkostwo w Gestapo.

### Rozprawa. Oskarżenie i obrona
Na miejsce, gdzie miał się odbywać proces, zaadaptowano Salę Ludową na 750 miejsc, w Bet Ha’am. W dniu rozpoczęcia rozprawy 450 dziennikarzy słuchało mów wstępnych. Amerykańska telewizja sfilmowała cały proces. Eichmann wraz z dwoma strażnikami został umieszczony w specjalnym szklanym i kuloodpornym pomieszczeniu widocznym z każdego punktu sali. Rozprawa była tłumaczona na bieżąco na trzy języki.
Sędziowie procesu Eichmanna:
- Binjamin Halewi – prezes Sądu Okręgowego w Jerozolimie. Urodzony w Niemczech. Zdobył wykształcenie na Uniwersytecie Berlińskim. W obliczu dyskryminacji i segregacji rasowej musiał opuścić III Rzeszę.
- Dr Mosze Landau, urodzony w Niemczech, w 1912. Nauki pobierał w ojczyźnie i na Uniwersytecie Londyńskim. W 1933 został zmuszony do emigracji do Palestyny.
- Dr Jicchak Rawe, wiek 55 lat, sędzia Sądu Okręgowego w Tel Awiwie. Edukowany w Berlinie i Halle. Pracował w stolicy Niemiec do czasu wyłączenia Żydów ze sprawowania wolnych zawodów. Także wyemigrował do Palestyny.

Różnoraki nacisk był wywierany na Hausnera, przeważnie przez członków izraelskiego rządu i prezydenta państwa, by odpowiednio wyeksponować proces i poruszyć wybrane, leżące w interesie państwa Izrael zagadnienia.

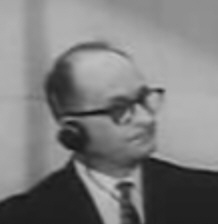
Adolf Eichmann podczas procesu

Proces rozpoczął się 11 kwietnia 1961. Eichmann w ciemnym garniturze nie sprawiał wrażenia wpływowego działacza z Gestapo. Jego aparycja była silnie myląca, co było częścią obrony, nakreślonej przez dr. Servatiusa. Na pytanie dr. Landaua, czy oskarżony zrozumiał, co mu zarzucano, padła odpowiedź: Jawohl (tak jest). Obrońca zaczął od długiej mowy sugerującej, jakoby państwo Izrael nie miało prawa sądzić jego klienta. Po kilkudniowej wymianie argumentów z Hausnerem dr Landau spytał Eichmanna, czy zgadza się z aktem oskarżenia. Eichmann odparł: W tym znaczeniu zarzutów – nie (miał tu na myśli różnice między odpowiedzialnością prawną i moralną). Po tym Hausner wygłosił mowę oskarżającą.
56 dni zajęło przedstawienie dowodów i przesłuchanie 112 świadków. Dr Servatius nie znalazł żadnych pytań dla ofiar obozów koncentracyjnych. Zachował milczenie, zadając pytania tym ofiarom, których zeznania ewidentnie nie obciążały Eichmanna. Głównym celem Hausnera stało się udowodnienie osobistej odpowiedzialności Eichmanna. Dr Servatius powołał się na 27 tomów pamiętników dr. Hansa Franka. Zostało ujawnione i ogłoszone, że fraza: Adolf Eichmann we wspomnieniach nie występowała. Eichmann zachowywał obojętną postawę podczas zeznań świadków o zbrodniach w gettach i obozach koncentracyjnych. Problemem – zarówno obrony, jak i oskarżenia – była niemożność powołania świadków – funkcjonariuszy nazistowskich, którzy albo przebywali w więzieniach, albo zostaliby aresztowani natychmiast po przybyciu do Izraela.
Zezwolono świadkom na zeznawanie zaoczne – zarówno na korzyść obrony, jak i oskarżenia. Zajmowano się następnie zbrodniami w Europie Zachodniej. Servatius twierdził, że zeznania pewnych nazistów wybielają ich, przypisując całą winę jego klientowi. Krzyżowe badanie dokonane przez obrońcę jednego z sędziów procesu norymberskiego potwierdziło, że Eichmann nie był powiązany z Einsatzgruppen, które działały na wschodzie, za co odpowiedzialny był jego przełożony – Reinhard Heydrich. Jeden ze świadków, profesor psychologii, który po wojnie badał komendanta Auschwitz, Hößa, przyznał, że obiekt jego badań za osobę odpowiedzialną za dostawy Żydów do obozu, wydającą instrukcje ich traktowania i rejestrującą napływ i odpływ (liczbę zgonów) ofiar z obozu, podał Adolfa Eichmanna. Servatius umniejszył te zeznania do poziomu zasłyszenia. Monotonne przesłuchania odstręczyły dziennikarzy od rozprawy. Kolejne kraje były na agendzie: Grecja, Rumunia. Przy omawianiu zbrodni w Czechach Servatius pokazał, że dzieci z Lidic zostały zgermanizowane i uniknęły śmierci. Przystąpiono do omawiania Węgier. Hausner odmówił powołania na świadków funkcjonariuszy nazistowskich, którzy wiedli dostatnie życie w RFN. Byli to m.in.: Hans Jüttner i Kurt Becher. Rozważano świadectwo (pamiętnik) Rudolfa Kasztnera. Zeznawał szef Judenratu z Budapesztu, z 1944. Wywołało to głosy potępienia wśród publiczności motywowane brakiem oporu, który to nie został okazany w czasie wojny ze strony głowy Rady Żydowskiej wobec okupanta Węgier. Dr Servatius obstawał przy założeniu, że ludobójstwo ludności żydowskiej było pomysłem Węgrów i że oni odegrali kluczową rolą w całym przedsięwzięciu. Następnie przesłuchał małżeństwo Brandów, ujawniając nieścisłości i brak korelacji w ich zeznaniach. Po tym wykazał, że Eichmann nie kreował sytuacji na Węgrzech i wskazał gorliwość i skwapliwość Węgrów jako decydującą przyczynę katastrofy tamtejszych Żydów.
W dalszej części procesu przesłuchiwano ocalonych z obozów zagłady. Nie było bezpośrednich poszlak wiążących Eichmanna z ofiarami lagrów. Z obozu w Bełżcu nikt nie ocalał i zeznania z drugiej ręki były traktowane jako zasłyszenie – nie mogły obciążać oskarżonego. Obejrzano ponadgodzinny film prezentujący praktyczną realizację Holocaustu. Najsilniejszym ciosem, który wyprowadziło oskarżenie, była prezentacja kopii kompletnych taśm Sassena, ich manuskryptu i notatek osobistych Eichmanna. Oskarżony twierdził, że były nagrywane w stanie upojenia alkoholowego, a dr Servatius zażądał wezwania ich autora – Willema Sassena – na świadka. Sędziowie patrzyli na taśmy krytycznie i z dystansem, jako na materiał wprowadzony do rozprawy zbyt późno. Ze względu na niemożność wezwania Sassema na rozprawę taśmy powinny były być traktowane jako zasłyszenie. Wysiłki prokuratora sprawiły, że sędziowie uznali jako dowody w sprawie transkrypty uwierzytelnione przez Eichmanna jego podpisem oraz jego osobiste notatki. Taśmy wskazywały, że celem Eichmanna była eksterminacja ludności żydowskiej.
Dr Servatius, tak jak na procesie norymberskim, starał się umniejszać rolę i rangę swojego klienta. Według doktora: Eichmann nie miał inicjatywy i nie był gorliwym i pilnym SD-mannem. Istniał jako odbiorca lub ogniwo przekazujące rozkazy. Machineria nazistowska pozwala zaliczać Eichmanna do ofiar ze względu na obowiązek posłusznego słuchania rozkazów (według tzw. zasady wodzostwa Führerprinzip). Eichmann nie był liderem politycznym, a to oni podejmowali decyzje i tworzyli politykę działań. Nieszczęściem Eichmanna był obowiązek wykonywania poleceń, a poprzez emigrację (przymusową) próbował on ochronić i zapobiec późniejszemu losowi Żydów, nakreślonemu odgórnie. Styl wypowiedzi Eichmanna był długi i Eichmann w samoobronie unikał zwięzłych i prostych odpowiedzi, co wywoływało konsternację także wśród sędziów.

### Zeznania Eichmanna
W krzyżowym badaniu oskarżonego prowadzonym przez prokuratora i obrońcę Eichmann przyznał, że wierzy w Boga, ale odmówił złożenia przysięgi na Biblię. Servatius poprzez celowe pytania moderował tok wypowiedzi Eichmanna. Twierdził on, że antysemityzm był sprawą drugorzędną w partii (NSDAP) – to był pomysł Hitlera. Jego kolejne awanse w SD nie świadczyły o jego gorliwości czy dogłębnym zaangażowaniu. On sam prosił o przeniesienie (do Waffen SS) wielokrotnie, co było bez odzewu ze strony przełożonych, zwłaszcza dr. Sixa. Twierdził, że był tylko syjonistą gotowym pobierać nawet lekcje języka hebrajskiego. Planował obdarowanie Żydów ziemią (Madagaskar lub Syberia), która dana by im była na wyłączność i gdzie rządzili by się sami, co było nakreślone w planie RSHA. To była jego główna linia obrony. Eichmann dowodził, że polityka wobec Żydów zależała od wielu agencji, MSZ-etu. Himmler podejmował ważkie decyzje. Twierdził, że w akcji wysiedlenia pół miliona Polaków z terenów przyłączonych do Rzeszy tylko przygotował rozkłady jazdy pociągów, by zapewnić wygodną i komfortową podróż. Starał się też wyrzucić Żydów z okupowanej Francji do półniezależnego terytorium Vichy, aby nie dostali się oni do obozów koncentracyjnych na terenie Rzeszy. Za plądrowanie majątków Żydów odpowiadało Ministerstwo Spraw Wewnętrznych. Przeznaczeniem Konta W było zapewnienie Żydom opieki i powstało ono by jego fundusze wspomagały ubogich Żydów chcących wyemigrować. Dokumenty przedstawione w sądzie i przez niego podpisane winiły Müllera, Heydricha i Himmlera. Chciał, by Żydzi uniknęli zagłady w ZSRR, dlatego jesienią 1941 r. deportował 20 tys. obywateli Rzeszy do Łodzi (do tamtejszego getta). Nie wiedział nic o tym, że transporty do Rygi i Mińska miały zakończyć się masowymi rozstrzeliwaniami. Sędzia przerwał tok jego opowieści wskazując, że Eichmann sam kiedyś oglądał masowe rozstrzeliwania Żydów na Białorusi. Przyznał, że jego biuro otrzymywało raporty z działań mobilnych grup eksterminacyjnych na wschodzie, ale to kontrolował Müller. Ponadto przed konferencją w Wannsee on sam nic nigdy nikomu nie sugerował, zwłaszcza Hößowi i w tamtym czasie (rok 1941) nie widział innej alternatywy Ostatecznego Rozwiązania niż kontynuacja przymusowej emigracji. Listu Höppnera (sugerującego wymordowanie inną metodą niż zagłodzenie) z Kraju Warty nigdy nie widział. Komunikacja listowna na temat użycia ciężarówek trujących gazem dotyczyła tylko szkicu projektu i była niesprecyzowanym planem. Przed podberlińskim spotkaniem w Wannsee Eichmann nic nie wiedział o planach eksterminacji. Gdy już doszło do spotkania, pozwoliło ono mu się odprężyć i zrelaksować – dygnitarze partyjni i elita RSHA podjęli decyzje. W następnych latach tylko wypełniał ich rozkazy.
Twierdził dalej, że nie był odpowiedzialny za sterylizacje ani dostarczenie szkieletów Żydów do badań anatomicznych. Na swym posterunku przykazywał tylko innym rozkazy do wykonania. O dzieciach ze spacyfikowanych Lidic nigdy nie słyszał. Nie było mu wiadomo wiele o wysyłaniu Żydów w podeszłym wieku z Terezina na wschód. Ponowił stwierdzenie, że kreślił jedynie kolejowe rozkłady jazdy. Listy odmawiające pomocy Żydom, których rodziny zostały rozbite poprzez deportacje, podpisywał, ale na życzenie Müllera. O osobistym wkładzie w sposób traktowania więźniów niewiele mógł powiedzieć – w tej gestii jego biuro przekazywało jedynie polecania od WVHA, które zarządzało obozami, do KL Bergen-Belsen, nic więcej. Jego rozmowy z wielkim muftim nie miały na celu ukrócenia emigracji do Palestyny i uruchomienia fizycznej zagłady, jednakże wiedział o tym pomyśle, który zrodził się w umyśle Müllera. Na oryginalnych dokumentach wstrzymujących wizy widniały jego podpisy, ale takie były rozkazy, przekonywał. W Austrii Eichmann zajmował się akcją edukacyjną na rzecz Gestapo, nic nie wiedział o deportacjach do Terezina, choć często odwiedzał obóz (na rozkaz szefa Gestapo). We Francji był szefem agencji, która zajmowała się przekazywaniem rozkazów. Himmler miał być tym, który wydawał rozkazy. Co do Żydów duńskich, to jego biuro miało ustalić szczegóły podróży. Po deportacjach próbował wyciszyć szum, jaki wywołały sprzeciwy Skandynawów. Eichmann zaprzeczył swojej roli jako głównego organizatora i koordynatora transportów z Grecji, Chorwacji i Serbii. To było domeną MSZ, WVHA i faszystowskiego reżymu dr. Antego Pavelicia. Przedstawiciele Eichmanna – wysłannicy do innych krajów, podlegali Müllerowi, nie jemu. Przekonywał dalej, że na Węgrzech był podrzędnym urzędnikiem. MSZ decydowało, a on zajął się organizacją transportu.
Oskarżył Bechera o próbę przyspieszenia deportacji. Zachęcał Kasztnera i żonę Branda, by sfinalizowali plan Krew za dobra. Servatius przedstawił szereg dokumentów plasujących swego klienta w dobrym świetle. Eichmann potwierdził dostarczenie listu zezwalającego na dokonanie ludobójstwa w GG, do Odilo Globocnika. Odwiedzał wszystkie miejsca kaźni tuż przed konferencją w Wannsee. Zdystansował się do faktu, jakoby jako jeden z pierwszych widział pisemny rozkaz zagłady Żydów. Stwierdził, że wiedział, jaki los czeka ludzi, których deportował. Odrzucił ideę, jakoby wina spoczywała na nim. Nie czuł się winny. Uciekł do Argentyny, ponieważ sądził, że władze nowych Niemiec nie mogą zapewnić sprawiedliwego procesu.
Badanie krzyżowe prowadzone przez Hausnera zajęło 50 godzin. Głównym celem prokuratora było udowodnienie, że Eichmann regularnie i systematycznie kłamał. Celem oskarżyciela było skruszenie spokoju i opanowania Eichmanna. Wykazał się stanowczością i determinacją, wielokrotnie zmuszając oskarżonego do udzielania zwięzłych odpowiedzi. Eichmann zacierał i rozmydlał fakty, wypowiadał wątpliwe półprawdy. Taśmy Sassena były obciążające i zaważyły na szali.
Eichmann twierdził, że z prawnego punktu widzenia był niewinny. Wyjaśniał w sposób skomplikowany swe słowa wypowiedziane w czasie wojny, co wzbudzało podejrzliwość. Twierdził, że likwidacja Żydów autoryzowana przez Hitlera znaczyła ich emigrację. Dodał, że uciekł do Ameryki Południowej, ponieważ nie zawierzał systemowi sprawiedliwości. Zaprzeczył zeznaniom m.in. Dietera Wisliceny’ego, jakoby był antysemitą. Negował autentyczność dokumentów przez siebie podpisanych. Dodał, że podczas pracy w SD Żydzi byli jego przeciwnikami, ale nie myślał o ich fizycznej zagładzie. Kolejne oryginalne dokumenty z jego podpisem, pokazały jego niechęć na zezwolenie lub ponowne uruchomienie emigracji Żydów do Palestyny. Wielokrotnie powielana odpowiedź to: Reichsführer SS wydawał takie decyzje. A poza tym te dokumenty były „fałszywe” – objaśnił. Hausner próbował zdemaskować go jako kryptosyjonistę. Tu padły zaprzeczenia na temat wyrzucania Żydów poza granice Rzeszy. Ta praca nie dawała mu radości i satysfakcji i nie trzymał Żydów w garści, jak pisał w swoich listach. W Wiedniu nie miał żadnej władzy. „Operacja Nisko” została przez prokuratora uznana za projekt ludobójczy. Projekt Madagaskar zdaniem Eichmanna był realizacją idei jego przywódcy duchowego: Theodora Herzla. Czuł się bardzo rozgoryczony, kiedy na wpół ludobójczy plan wysłania Żydów do kolonii francuskiej zakończył się fiaskiem. Jego marzenia się nie spełniły. Hausner skompromitował się uważając, że część dokumentów podpisana przez oskarżonego była przejawem wyłącznie jego woli, a nie pośrednio jego przełożonych, zwłaszcza Müllera. Eichmann zagubił się w zeznaniach, twierdząc, jakoby Ostateczne Rozwiązanie było planem masowej emigracji. Wiedział, że deportacje na wschód były jednoznaczne z wyrokiem śmierci i celowo ominął i mocno zniekształcił ten motyw. Prokurator i oskarżony ginęli w mirażach nieporozumień, kłamstw i pochopnych oskarżeń. Taśmy Sassena wskazywały Eichmanna jako prekursora i organizatora Endlösungu, który w początkowej fazie nie był jednoznaczny z fizyczną zagładą, ale Eichmann wyparł się i tego. Twierdził, że pracował dla kolei, chociaż zeznania Sixa i Wisliceny’ego plasowały go wśród najbardziej wtajemniczonych współpracowników Himmlera. Częste kontrolne wizyty w Auschwitz były mocnym dowodem. Eichmann przekonywał, że nie wiedział o tym, że Żydzi przez niego transportowani, jechali po pewną śmierć (rozstrzelanie) do krajów bałtyckich. Snuł wizje o silnie scentralizowanej organizacji III Rzeszy, opierającej się na rozkazach i braku swobody na wszystkich szczeblach. Także nic nie wiedział o dostawach cyklonu B do obozów. Na pytanie, co było dla niego ważniejsze: przysięga wojskowa i współudział w morderstwach czy zasady moralne, padła odpowiedź: nie byłem zaangażowany w morderstwa. Czy inni zamieszani w ludobójstwo byli winni? Odp.: to były osoby nieszczęśliwe. Czy zabiłby swojego ojca, gdyby otrzymał taki rozkaz? Odp.: gdyby zdradził – tak. Skoro Żydzi byli zdrajcami, czy powinni ulec zagładzie? Miałem swoje zadania i to nie ja wydawałem rozkazy.
Starał się udowodnić, że nie odpowiadał za swych podwładnych, a tylko przekazywał im rozkazy od szefa Gestapo. Dokumenty określające go jako wodza Danneckera i innych, były sfałszowane. Nigdy nie dyskutował o losach swych ofiar z podwładnymi. O tym się nie mówiło, choć to było jego załodze wiadome. Eichmann umniejszał rolę swojego biura i poczynania swych reprezentantów w całej Europie. Zaprzeczał, częściowo przyznawał rację, unikał odpowiedzi i kwestionował autentyczność dokumentów obciążających go. Jego porada, by rozstrzelać internowanych serbskich Żydów, skłoniła go do osobistego wyznania, że był ofiarą biurokratycznych komentarzy, nakreślonych przez jego współpracowników. Zaprzeczanie przez Eichmanna faktom pozwoliło prokuratorowi wpleść w oskarżenie likwidację Getta warszawskiego. Eichmann zanegował tę tezę, co wobec jego wcześniejszej postawy wywołało burzę wśród publiki. Według Eichmanna spotkanie ekspertów od sterylizacji w jego biurze przy 116 Kurfürstenstraße było tylko zbiegiem okoliczności. Rok 1941 i rozbieżność między datą podjęcia decyzji przez Führera a badaniem nad możliwie najefektywniejszym rozwiązaniem kwestii żydowskiej, w co bezpośrednio był zaangażowany, doprowadziło do utraty resztek jego wiarygodności. Wyszło na jaw (dzięki taśmom Sassena), że w pełni kontrolował siatkę swych pełnomocników. Eichmann twierdził, że jego celem na Węgrzech było oddzielenie Żydów uprzywilejowanych (z obcym obywatelstwem) od rodzimych, a nie organizacja masowych deportacji do miejsca zagłady. Za wszystko odpowiedzialni byli Węgrzy – dowodził. Nie było wizyt w węgierskich gettach – Eichmann z przyjaciółmi odwiedzili prowincję w celach turystycznych. Poza tym podlegał ściśle Winkelmannowi i Geschkemu. Nie było odwiedzin u Hößa w Auschwitz – to on przyjeżdżał do Budapesztu, by potwierdzić odpowiedni wiek Żydów, którzy by pracowali w GG. Hausner zmusił go do przyznania się na podstawie przedstawionych dokumentów, że bywał w Auschwitz, by regulować terminowość deportacji. Eichmann nie zainicjował pieszych marszów, jak zwierzał się Sassenowi – on tylko organizował dostawy żywności do miejsc noclegowych, w czym przeszkadzali mu Węgrzy. Sąd zgodził na uznanie jako dowody w sprawie części podpisanych przez Eichmanna taśm Sassena.
Ponowne odpytywanie oskarżonego przez jego obrońcę miało na celu podważenie autentyczności głównego dowodu – wywiadów nagrywanych w Argentynie. Powrócono do akcji na Węgrzech. Obrońca dowodził, że rola jego klienta była nieznacząca. Eichmann nie był w stanie zapobiec deportacjom – mogli to jedynie uczynić Himmler lub Pohl. W sprawie ewidentnie udokumentowanej dostawy cyjanowodoru w proszku do obozów zagłady padło stwierdzenie, że tym zajmował się na wyłączność jeden z braci Güntherów (który był nominalnie podwładnym Eichmanna). Oskarżony przekonywał, że Żydzi wyrażali silną wolę i chęć emigracji, by uciec z piekła, jakim były Wiedeń i Berlin (piekło było stworzone przez jego współpracowników z SS i Gestapo). Eichmann ponownie zapewnił, że nie miał żadnych osobistych uprzedzeń względem Żydów.

### Pytania sędziów
Przyszedł czas na przesłuchanie przez sędziów. Eichmann pokładał w nich duże zaufanie i nadzieję, jako że byli swego czasu obywatelami niemieckimi. Starał się wywrzeć na nich dobre wrażenie.
Sędzia Rawe spytał go, dlaczego nie kierował się w swym życiu filozofią Kanta; dlaczego wybrał ślepe posłuszeństwo, które oznaczało współudział w jednorazowej, zorganizowanej zbrodni, niespotykanej dotychczas w dziejach ludzkości; dlaczego nie postępował drogą moralnych przykazań. Eichmann wyjaśnił, że w latach 1940–1945 był bezsilny i musiał ulegać rozkazom. Sędzia skłonił go do przyznania autentyczności jego ostatniej mowy wygłoszonej do swych podwładnych w Berlinie, w 1945. Sędzia Rawe powstrzymał się od dalszych pytań.
Sędzia Halewi wdał się z Eichmannem w dyskurs o różnych rodzajach antysemityzmu. Zwrócił mu uwagę, że żydowscy krewni macochy Eichmanna zostali przez niego wysłani do Szwajcarii w 1943. Sędzia zagaił: a więc w tym przypadku uznawałeś zasady moralne? (a nie przysięgę wojskową).
Sędzia Landau próbował wniknąć w jego postawę ideologiczną. Eichmann potwierdził, że podczas nieoficjalnej części podberlińskiej konferencji w Wannsee wspólnie z Heydrichem i szefem Gestapo rozmawiali o jak najefektywniejszych metodach zabijania. Landau zapytał, jak oskarżony mógł uważać przymusową emigrację za rzecz pozytywną. Eichmann pozwolił sobie na dywagację, że to inni zmuszali ich do tego terrorem i represjami, a on pomagał im wydostać się z kraju.
Zostały dostarczone zeznania świadków zaocznych (m.in.: Krumeya i von dem Bacha-Żelewskiego). Deprecjonowały one częściowo rolę i status Eichmanna. Kappler wyznał, że nigdy nie współpracował z oskarżonym. Dr Six umieścił go pod względem posiadania władzy na tym samym szczeblu co Heinricha Müllera i przyznał mu wyjątkową pozycję w RSHA. Dodał, że Eichmann nigdy nie chciał, by go przeniesiono z sekcji żydowskiej.

### Zakończenie rozprawy i wyrok
8 sierpnia Hausner wygłosił swą ostateczną mowę, dodając zbrodnie innych nazistów na poczet konta Eichmanna. Sędziowie kilkakrotnie przerywali jego wypowiedź (zestawił m.in. rangę oskarżonego z rangą Führera). Następnie przemówił dr Servatius, zaczynając od komentarza o przesadzonej mowie swego poprzednika. Negował rolę swego klienta, m.in. nie przypisując mu powiązania z „operacją Reinhard” i twierdząc, że w RSHA był podrzędnym urzędnikiem. Uważał, że jego byli towarzysze z SS w swych powojennych zeznaniach zrobili z niego kozła ofiarnego. Servatius skrytykował proces jako nierzetelnie i nieprofesjonalnie przeprowadzony. Odwołał się do procesu norymberskiego, uważając go za nieodpowiedni wzór dla rozprawy. Zakończył mowę frazą mówiącą, że w latach wojny Eichmann nie stał w centrum wydarzeń i nie tworzył polityki działań. Twierdził, że tak jak w każdym kraju, wojskowy – którym był jego klient – musiał słuchać. Sędzia Landau zadał mu pytanie, czy oskarżony miał kiedykolwiek jakieś rozterki moralne lub wyrzuty sumienia. W ostatnim zdaniu obrońca odniósł się do żydowskiej mądrości, która powinna wydać sprawiedliwy wyrok.
W grudniu sędziowie zebrali się, by ogłosić podjętą decyzję. Publiczność i dziennikarze w Sali Ludowej stawili się w komplecie. 15 godzin trwało czytanie 211-stronicowego uzasadnienia wyroku. W geście dobrej woli odczytano oskarżonemu werdykt przed czytaniem wyjaśnienia.
Został uznany winnym zbrodni przeciwko ludności żydowskiej, zbrodni wojennych, zbrodni przeciwko ludzkości oraz przynależności do zbrodniczych organizacji.
Część zarzutów została oddalona. Były to m.in.: bezpośrednia współpraca z Einsatzgruppen, zaangażowanie w zbrodnie w Chełmnie, morderstwo żydowskiego chłopca w willi Eichmanna w Budapeszcie, osobisty wkład w realizację operacji „Reinhard”, kontrola aborcji i sterylizacji ludności żydowskiej, wydawanie poleceń, jak traktować więźniów obozów koncentracyjnych oraz wpływ na dalszy los dzieci z Lidic.
Sąd uznał, że popełnił główny czyn, o który był oskarżony – zbrodnię ludobójstwa. Ława sędziowska uznała go winnym, fanatycznym antysemitą, głęboko zaangażowanym w proces Ostatecznego Rozwiązania, wrogiem narodu żydowskiego, kalkulującym i gorliwym we wszystkich sferach jego działalności SS-manem.
Sąd uznał, że nie było okoliczności łagodzących. Uznano oskarżonego za wroga gatunku ludzkiego. Skazano go na karę śmierci.

### Apelacja i wniosek o ułaskawienie
Obrońca przygotowywał apelację. Werdykt odbił się szerokim echem na świecie. Do prokuratora generalnego napłynęło wiele listów potępiających wyrok, lecz także wyrażających satysfakcję. Apelacja została rozpatrzona pod koniec marca 1962. Dr Servatius zażądał powołania na świadków syjonistów z czasów wojny, którzy w tamtym czasie stali się wpływowymi politykami w Izraelu. Domagał się wezwania Hansa Globkego, twórcy ustaw norymberskich, który podczas trwania procesu pełnił funkcję sekretarza stanu w Kancelarii Niemiec Federalnych w rządzie Konrada Adenauera. Równocześnie odmówiono kilku historykom wywiadów ze skazanym.
Pastor William Hull, który prowadził chrześcijańską misję w Jerozolimie, zaoferował władzom izraelskim swe usługi. Dr Servatius wyznał, że jego klient nie życzył sobie pociechy duchowej. Jeśli już by chciał kogoś widzieć, to tylko jezuitę. Hull odwiedzał Eichmanna w celi dwanaście razy. Eichmann odmówił czytania Starego Testamentu.
Powiedział Hullowi, że nie wierzy w piekło. Po kilku katechezach i rozważaniu Biblii w celi skazany napisał list do pastora, że nie chce więcej marnować jego czasu. Stwierdził, że porzucił Kościół z poważnych powodów i dalsze dyskusje byłyby bezpodstawne. Wyjawił, że religia dotyczyła polityki, dlatego w latach 30. zwrócił się ku greckim filozofom, Nietzschemu i buddyzmowi. Twierdził, że absurdalne było, że wszechmogący Bóg pozwolił ukrzyżować Swego Syna.
Uważał, że droga do Boga nie prowadziła przez Chrystusa. Przejawiał wiarę w fatalizm i panteizm. Według niego Bóg zwalniał człowieka z moralnych rozterek. Widział wszechświat na kształt konferencji w Wannsee. Szefostwo SS (bogowie) podjęło decyzje, a on wypełniał rozkazy.
Pod koniec kwietnia żona odwiedziła skazańca. Eichmann wyraził swą ostatnią wolę, by ich najmłodszego syna Ricarda wysłać do rzymskokatolickiej szkoły. 29 maja apelacja została odrzucona i wyrok pozostał utrzymany w mocy. Dr Servatius wystosował prośbę o łaskę do prezydenta Izraela Ben Cewiego. Wielu polityków, filozofów, historyków z Izraela i z zagranicy naciskało, by prezydent ułaskawił skazanego. Zebrał się gabinet, któremu przewodniczył Ben Gurion. 31 maja Ben Cewi odmówił ułaskawienia.
W 2016 ujawniony został tekst prośby o łaskę do prezydenta, który 29 maja 1962, w dniu odrzucenia apelacji, sporządził odręcznie sam Eichmann. Podtrzymał w nim swoją linię, że był instrumentem w rękach przywódców i nie czuje się winny.

### Wykonanie wyroku
Eichmann nie wyraził skruchy i nie potępił swej przeszłości w obecności kapłana.
Wykonawcę wyroku śmierci przez powieszenie wybrano spośród strażników więziennych w drodze losowania. Los padł na pochodzącego z Jemenu Shaloma Nagara. Według innej wersji dwóch funkcjonariuszy więziennych nacisnęło przyciski uruchamiające zapadnię w tym samym momencie, by żaden z nich – zgodnie z prawem talmudycznym – nie był odpowiedzialny za śmierć skazańca.
Ostatnie słowa Eichmanna, które wypowiedział na szubienicy (w więzieniu Ramla), brzmiały:

Sieg heil Deutschland! Sieg heil Argentinien! Sieg heil Österreich! To są te trzy kraje, z którymi byłem najbardziej związany i których nie zapomnę. Pozdrawiam mą żonę, moją rodzinę i mych przyjaciół. Jestem gotowy. Spotkamy się ponownie wkrótce, bo taki jest los wszystkich ludzi. Umieram, wierząc w Boga.

Wyrok wykonano o północy z 31 maja na 1 czerwca 1962. Ciało Eichmanna spalono w pośpiechu w przygotowanym krematorium niedaleko plaży. Jego prochy rozrzucono nad międzynarodowymi wodami Morza Śródziemnego.

## Przesłanie
Pojmanie, proces i egzekucja Eichmanna były przypomnieniem czasów wojny i samego Ostatecznego Rozwiązania. Żydzi i ich kaźń, która wywodziła się głównie z nazistowskich teorii rasowych, była szeroko dyskutowana w świecie. Taką interpretację procesu wspierał premier Ben Gurion.
Siedmiuset dziennikarzy było świadkami otwarcia procesu. Powstało wiele dzieł literackich, filmów i sztuk teatralnych dotyczących wydarzenia. W dobie zimnej wojny pewne gazety przypisywały Eichmannowi rolę podobną do tej, którą pełnił pilot samolotu z ładunkiem nuklearnym. Rolę bezmyślnego, pośredniego ludobójcy. Opinia publiczna do dziś jest podzielona w tej kwestii. Wielu komentatorów i publicystów uznało proces za nieudany jako za zbyt zbiurokratyzowany i nie pokazujący prawdziwego Eichmanna, wroga ludzkości. Młode pokolenie nie tylko w Izraelu zainteresowało się głębiej tragicznymi losami swych przodków. Wielu z tych, którzy zdołali wyemigrować przed rokiem 1941 lub ocaleli z gehenny, zapragnęło dać świadectwo o Holokauście. W dekadach powojennych wciąż wielu nazistów-katów żyło w Niemczech, krajach arabskich i Ameryce Południowej. Tylko jeden na dziesięciu członków niemieckiej załogi obozu koncentracyjnego Auschwitz-Birkenau został ukarany.
Wywiad RFN i CIA wiedziały, że Eichmann ukrywał się w Argentynie – przynajmniej od 1952 roku – jednak informację tę zachowały w tajemnicy do roku 1958.
W RFN w latach powojennych zainicjowano akcję edukacyjną o III Rzeszy. Zwrócono uwagę społeczeństwa na działalność Niemców na wschodzie. Filozoficzna powieść My, synowie Eichmanna wydana w Niemczech zadawała pytanie, kto był winien Holocaustowi. Telewizja amerykańska zaprezentowała szereg rozbudowanych audycji oraz transmitowała proces na bieżąco. Dyskutowano wśród badaczy i jurystów o tzw. zasadzie wodzostwa. Proces był także kontrargumentem wobec kłamstwa oświęcimskiego.

## Filmografia
- Eichmann (2007), wyprodukowany przez Karl Richards, Peter Bevan, Kim Leggatt, reż. Robert Young, scenariusz Snoo Wilson, w rolach głównych: Thomas Kretschmann, Troy Garity, Franka Potente.
- The Eichmann Show (2014) reż. Paul Andrew Williams, scenariusz Simon Block, w rolach głównych: Martin Freeman, Anthony LaPaglia, Vaidotas Martinaitis.
- Pojmanie Eichmanna przez Mosad przedstawiono w filmie fabularnym Fritz Bauer kontra państwo (2015)[166].
- Ostateczna operacja (2018), wyprodukowany przez Netflix, reż. Chris Weitz, przedstawia operację poszukiwań i ujęcia Eichmanna przez izraelski wywiad[167].